# Villa Nichesola-Conforti
Villa Nichesola-Conforti est l'un des exemples les plus significatifs du modèle de villa du Cinquecento en Valpolicella. L'intérieur présente trois salles décorées par des fresques au sujet mythologique peintes par Paolo Farinati (1524-1606), peintre originaire de Vérone.
Le complexe est situé à Ponton, frazione de Sant'Ambrogio di Valpolicella (Vérone), près du fleuve Adige, et il abrite aujourd'hui le Musée Conforti.

## Histoire

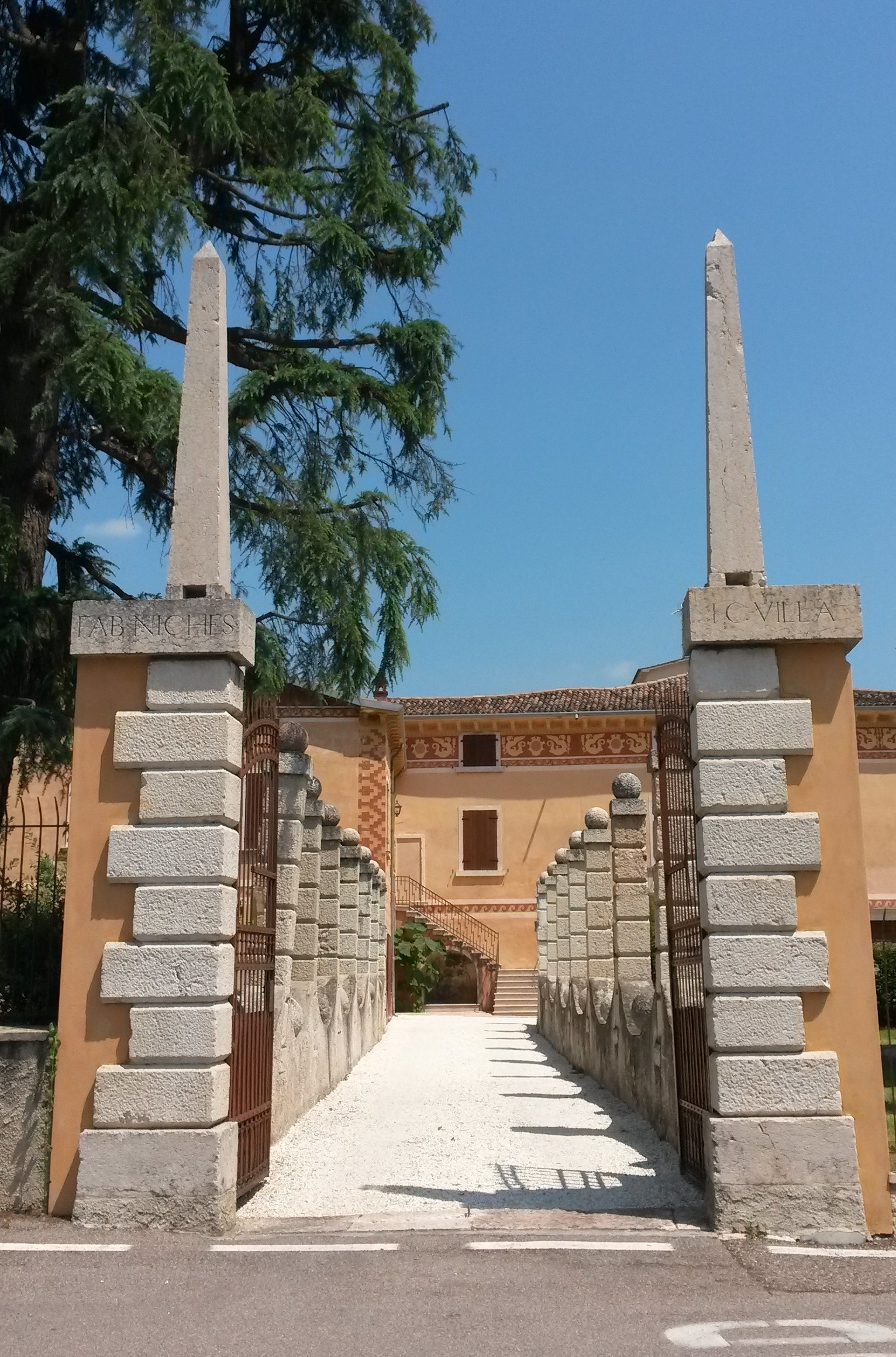
Portail ouest, surmonté par deux obélisques et par une inscription en latin.

La villa  a été édifiée pendant les années 1580-1590 par le jurisconsulte véronais Fabio Nichesola (1533-1601), dont le nom apparait sur le portail ouest de la villa dans une inscription en latin: FAB [II] NICHES [OLAE] / I [VRIS] C [ONSVLTI] VILLA (Villa du jurisconsulte Fabio Nichesola).

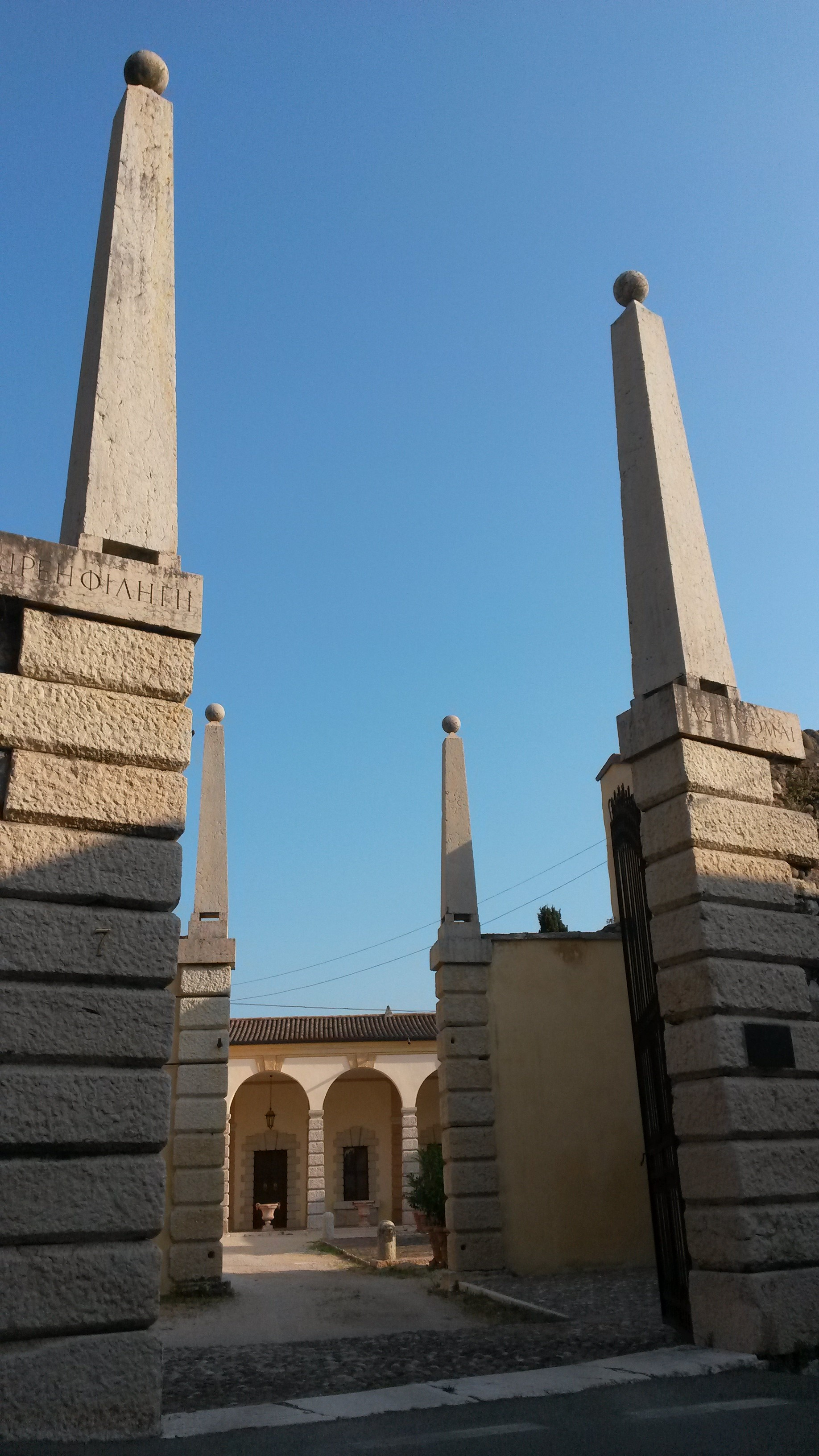
Portail nord, qui permet d'accéder à la cour (XVIe siècle). Sous les obélisques, une inscription en caractères grecs salue tout homme qui rentre et rappelle que la villa était un lieu de rassemblement à la Renaissance.

Une autre inscription aux caractères grecs se trouve sur le portail nord, qui conduit à la cour intérieure: ΧАІΡΕ Η ΦΙΛΗ ΓΗ / ΑΣΠΑΖΟΜΑΙ (Joie à toi, ô terre aimée, je te salue), citation tirée d'un texte du poète grec Ménandre (Fragments, 13). Cette dernière inscription préfigure la fonction de lieu de rencontre humaniste que la villa eut surtout grâce à Cesare Nichesola (1556-1612), fils de Fabio, qui fut chanoine de la cathédrale de Vérone et collectionneur d'antiquités. Nous devons au même Cesare Nichesola la création, dans la dernière partie du XVIe siècle, d'un jardin botanique et d'une collection d'antiquités comprenant des épigraphes et divers fragments de statues et de reliefs antiques, qui fit du complexe une villa-musée, rôle qui caractérise le bâtiment encore aujourd'hui.
Le jardin botanique, situé sur les deux terrasses du jardin, possédait environ 140 plantes rares (dont certaines originaires de l'île de Crète et de l’Égypte) que Cesare Nichesola avait rassemblées grâce à la collaboration des naturalistes du jardin botanique de l’université de Padoue.
La collection des antiquités de Cesare Nichesola comprenait plus de 60 épigraphes latines et deux grecques. À sa mort en 1612, les sculptures furent transférées, sur la demande des Rettori Veneti, dans la cour de l’Accademia Filarmonica di Verona. Puis, au XVIIIe siècle, elles devinrent le nucleus originaire du Museo Lapidario Maffeiano de Vérone,.
Ayant la dynastie familiale des Nichesola vu sa fin avec Cesare, en 1641 la villa devint propriété du vénitien Sebastiano Michiel puis, en 1683, elle fut héritée par cinq frères de la famille des Mocenigo : Alvise, Giovanni, Sebastiano (doge de Venise de 1722 au 1732 sous le nom d’Alvise III), Leonardo et Antonio.
En 1732, l’érudit Scipione Maffei en fait l’éloge dans sa Verona Illustrata, la villa étant « couverte à l’intérieur, et dehors à fresque avec des clairs-obscurs de Paolo Farinati, avec des teintes douces et gracieuses, et avec des dessins absolument parfaits ».
En 1798, après la chute de la république de Venise (1797), Alvise Mocenigo (le fondateur du village agricole d’Alvisopoli, Venise) vendit le complexe au propriétaire Lorenzo Butturini.

## Dégradation et restauration
À partir de 1944, pendant et après la Seconde Guerre mondiale, se produisit l’effondrement du plafond de la loggia et d’une partie de la voûte du Salon des Divinités. À cause de l’occupation militaire du bâtiment (1943-1945) et de la successive incurie, les fresques de Farinati furent gravement endommagées.
Une première restauration des fresques fut effectuée en 1963 de la part de l’Ente Ville Venete.
En 2014 le plafond de la loggia et les parties écrasées du Salon des Divinités furent reconstruites.
En 2016 eut lieu une nouvelle et complète restauration des fresques de Farinati (Salon des Divinités, Salon Vert et Salon Rouge). Dans la même année fut restaurée aussi la façade de la grotte-nymphée. Le travail comprit aussi la reconstruction d’une partie de la façade, détruite dans la première moitié du XXe siècle.

## Architecture

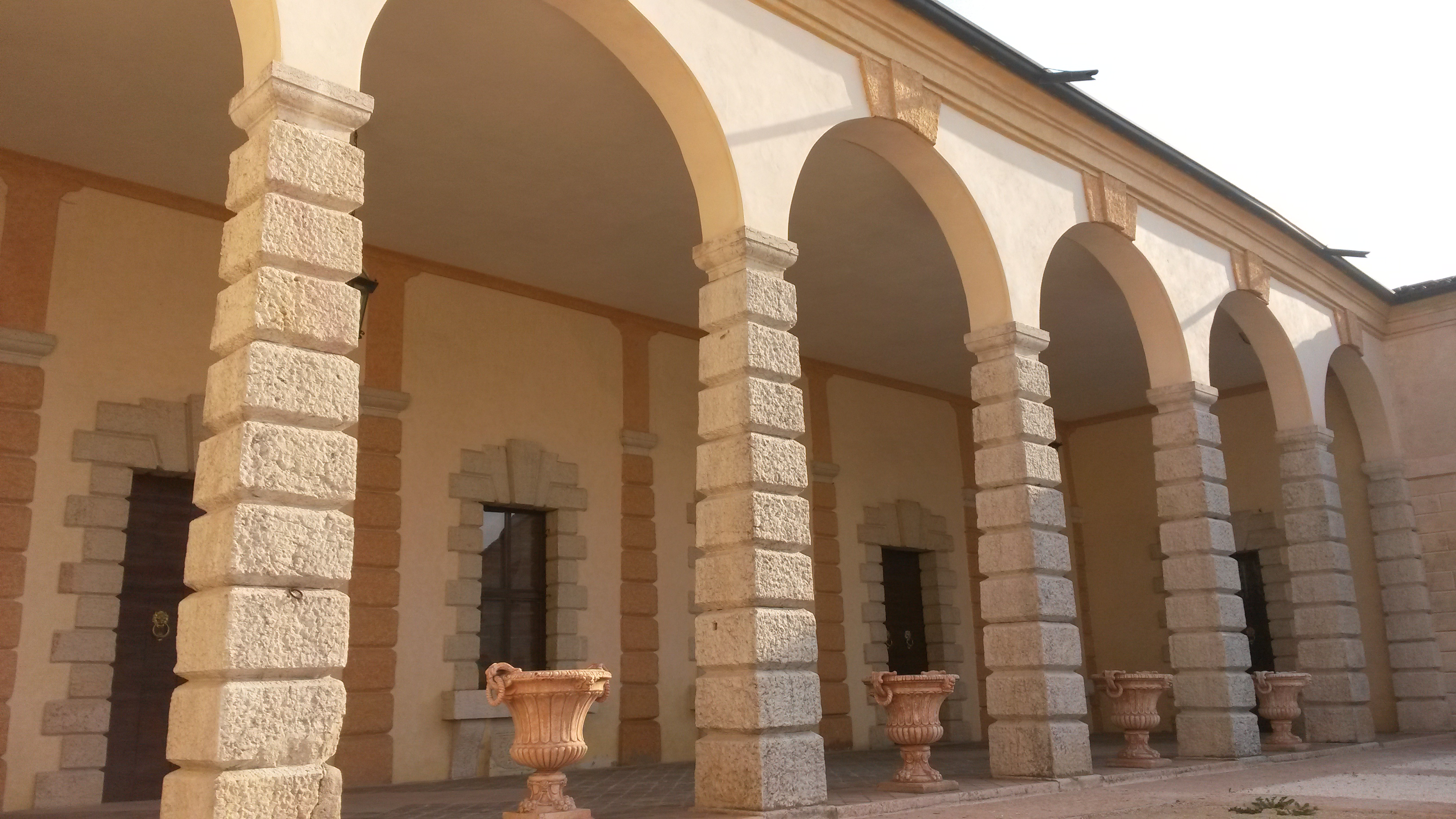
Loggia qui offre une vue sur la cour intérieure, environ 1580-1590 (restaurée en 2014). L'utilisation du bossage rustique pour les piliers, les contours de portes et fenêtres et pour les lésènes était censé donner au bâtiment un caractère de « nouvelle romanité ».

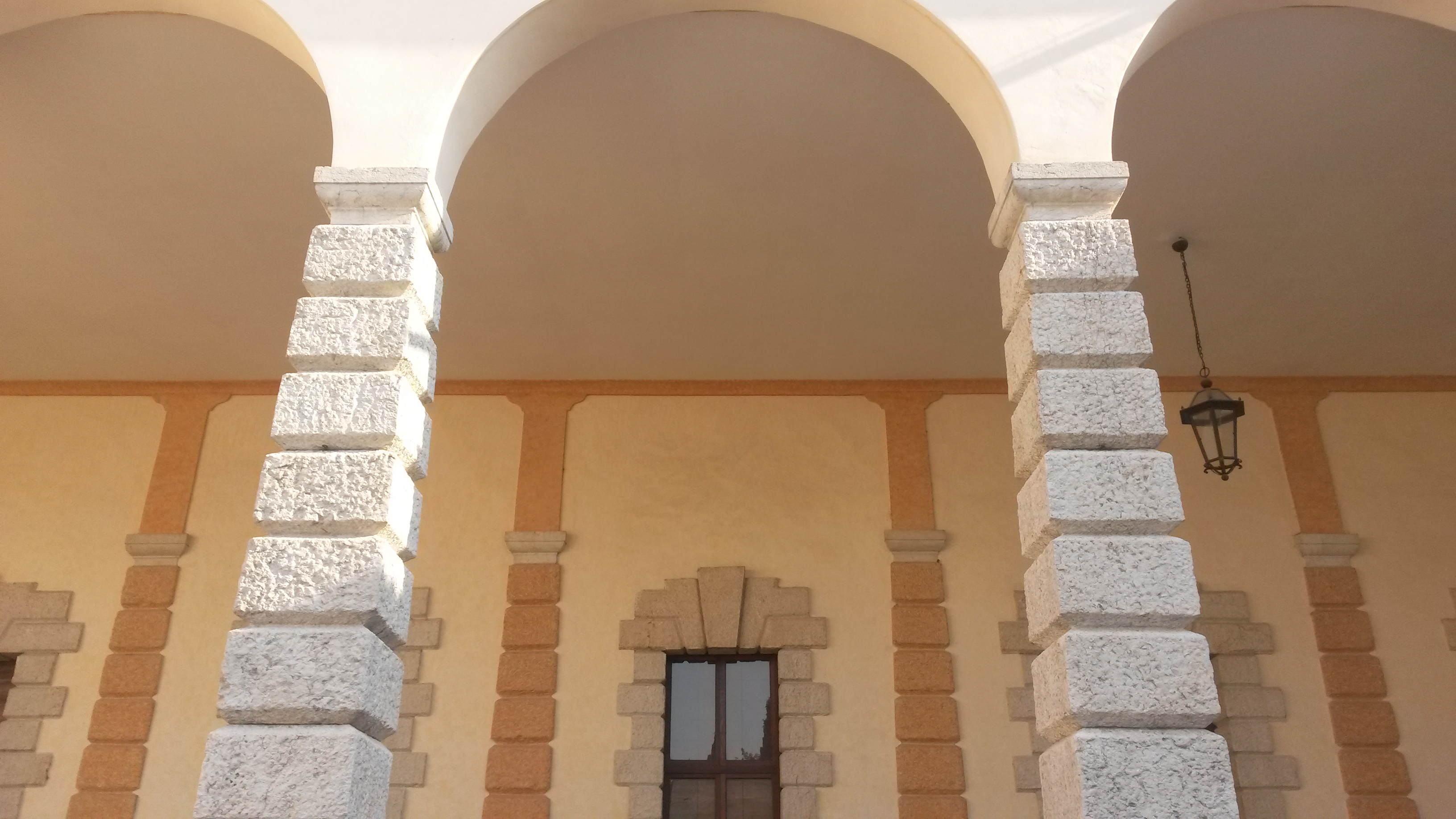
Loggia (détail), environ 1580-1590 (restaurée en 2014). Vers la fin du XVIe siècle, le chanoine Cesare Nichesola choisit d'utiliser la loggia pour l'exposition de ses antiquités.

Villa Nichesola-Conforti présente le schéma classique de bâtiment composé par une cour fermée avec un jardin dans l’arrière-plan, ce qui diffère du modèle typique de villa veneta.
Grâce au portail nord, qui reprend l’ancien motif des obélisques, on rentre dans une première cour puis dans la cour plus intérieure, autour de laquelle on retrouve les différents bâtiments. Parmi ces derniers, le plus remarquable est surement la loggia composée par six arcades qui s’appuient sur des piliers effilés en bossage rustique et qui mettent en évidence l’influence de Michele Sanmicheli (1484-1559), le plus important architecte de la ville de Vérone au XVIe siècle.
Dans le plan général du bâtiment, mais aussi dans la présence de parties rustiques alternées à parties lisses, on retrouve l’influence des œuvres de Mantoue de Jules Romain, comme par exemple le Palais du Te.
Le lien étroit entre architecture et peinture (les feintes architectures peintes par Paolo Farinati recouvraient aussi les façades extérieures de la villa) suggère l’attribution du projet et de la construction au peintre-architecte Paolo Farinati,.
Derrière la loggia, on trouve quatre salles, une derrière l’autre en perspective, couvertes par des plafonds à voûte avec des lunettes, dont trois peintes à fresque par Paolo Farinati. Dans la salle la plus grande (Salon des Divinités) on remarque la présence d’un passage qui permet d’accéder au jardin.

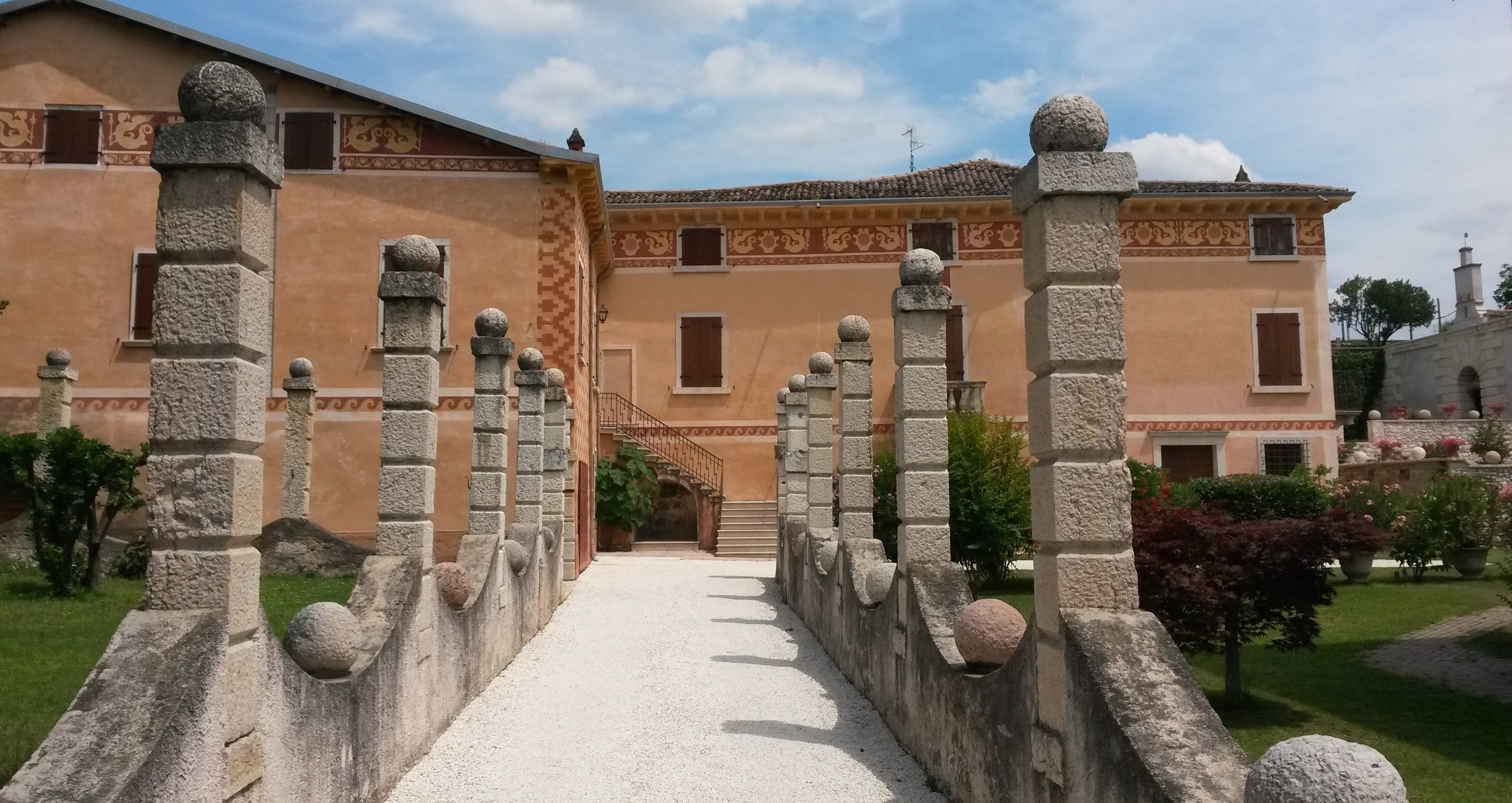
Allée d'entrée de la façade ouest.
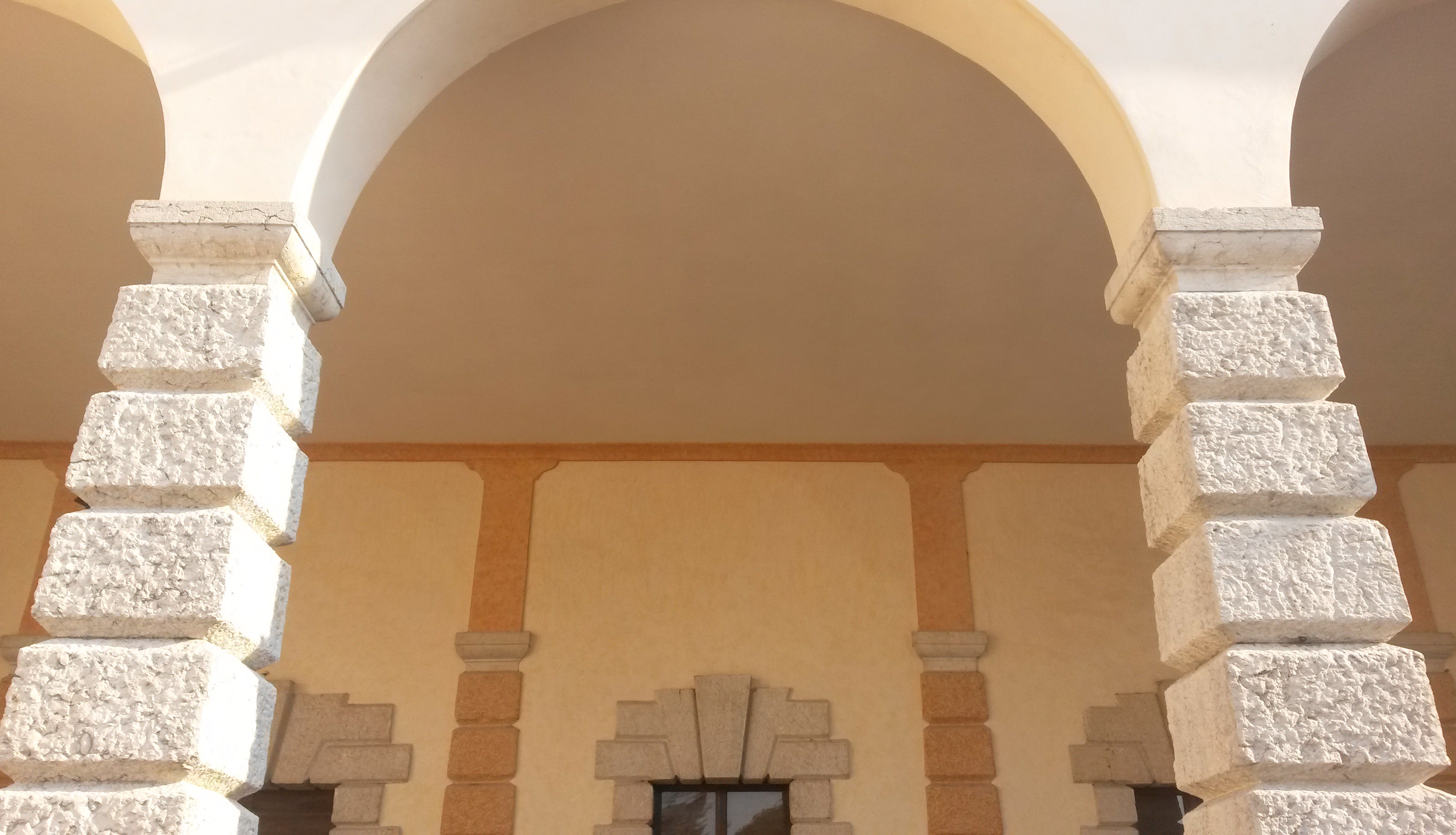
Loggia (détail), 1580-1590, restaurée en 2014.

## Jardin et Grotte-Nymphée

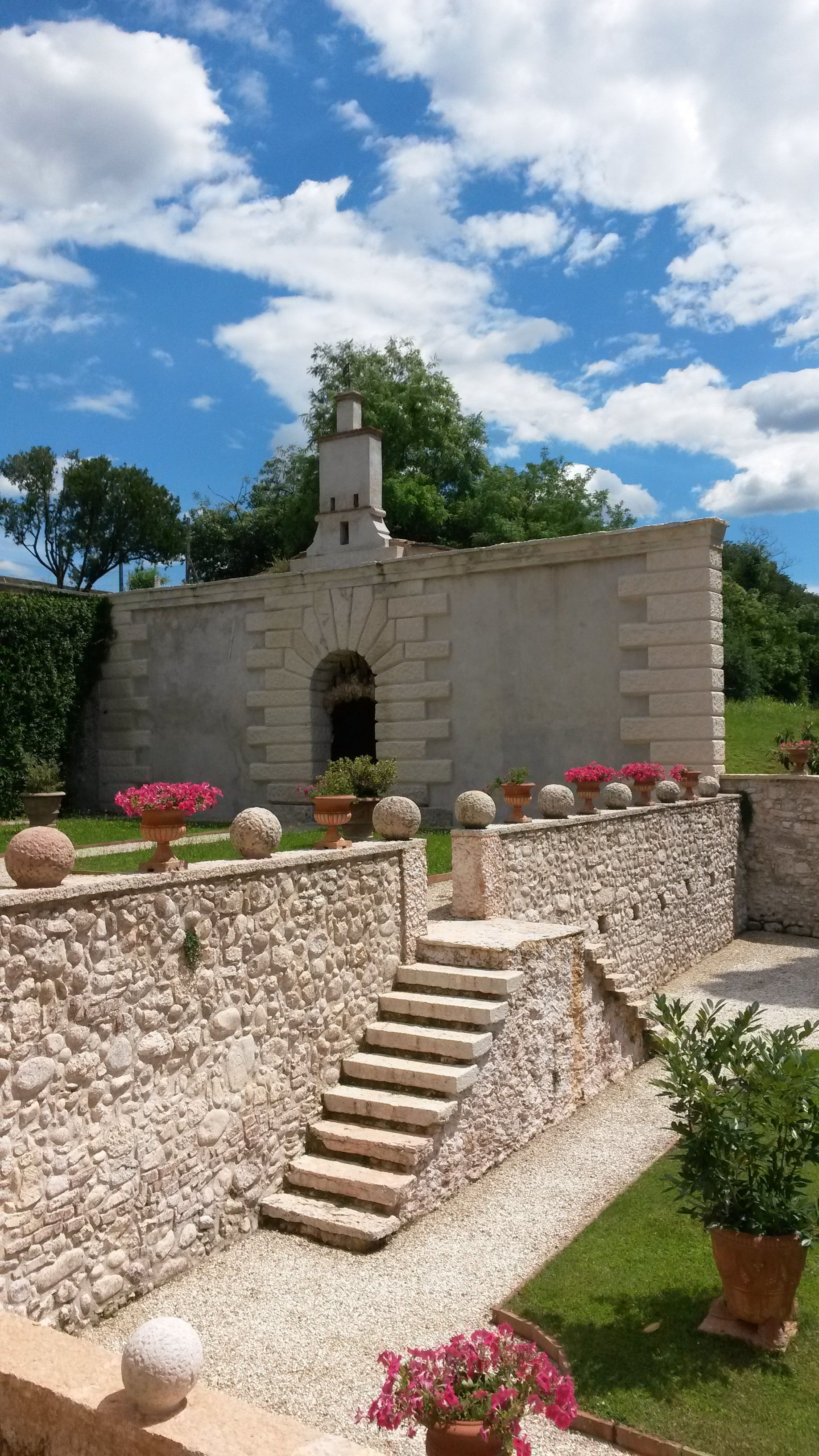
Jardin à deux terrasses avec une Grotte-Nymphée. Vers la fin du XVe siècle Cesare Nichesola donne au jardin le rôle de jardin botanique.

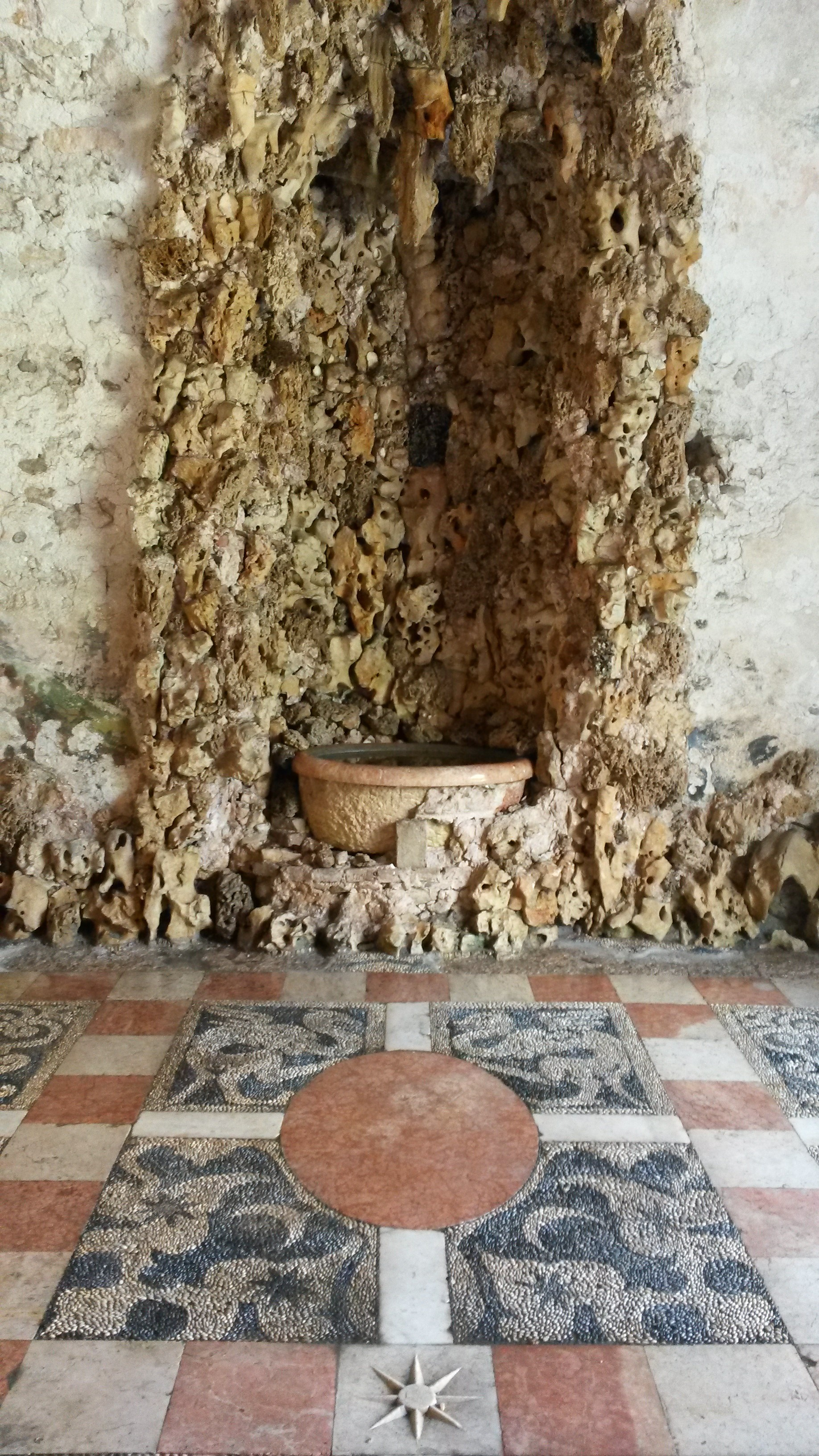
Intérieur de la Grotte-Nymphée (environ 1580-1590): détail de la niche centrale et de la mosaïque du sol attribuée à Paolo Farinati.

Le jardin, qui suit le schéma typique du jardin à l’italienne de la Renaissance, est composé de deux terrasses reliées entre elles par un escalier à double révolution.
La terrasse supérieure est fermée sur trois côtés, comme pour donner l’idée d’un «jardin secret», et présente à Sud l’entrée pour la Grotte-Nymphée. On peut accéder à ce dernier bâtiment par un portail à arc pour la construction duquel on utilise encore une fois du bossage rustique sur de la fausse pierre faite de chaux et de poudre du marbre.
La Grotte-Nymphée s’inspire des antiques nymphées païens consacrés aux Nymphes, divinités protectrices des sources. Au centre du plafond on retrouve une rosace de stalactites, à partir de laquelle des pierres et des coquillages tracent des arcs qui forment, sur les murs, 3 niches avec des bassins en marbre.
Entre les surfaces rocheuses, on retrouve les restes des fresques de Paolo Farinati : ces peintures étaient censées reprendre des arcs rupestres, des paysages bucoliques et des divinités des bois.
Le pavé en marbre forme 24 compartiments de mosaïque de galets qui reproduisent des dragons et des ornements curvilignes probablement dessinés par Paolo Farinati comme indiqué par un dessin attribué au peintre et qui représente une section du sol.

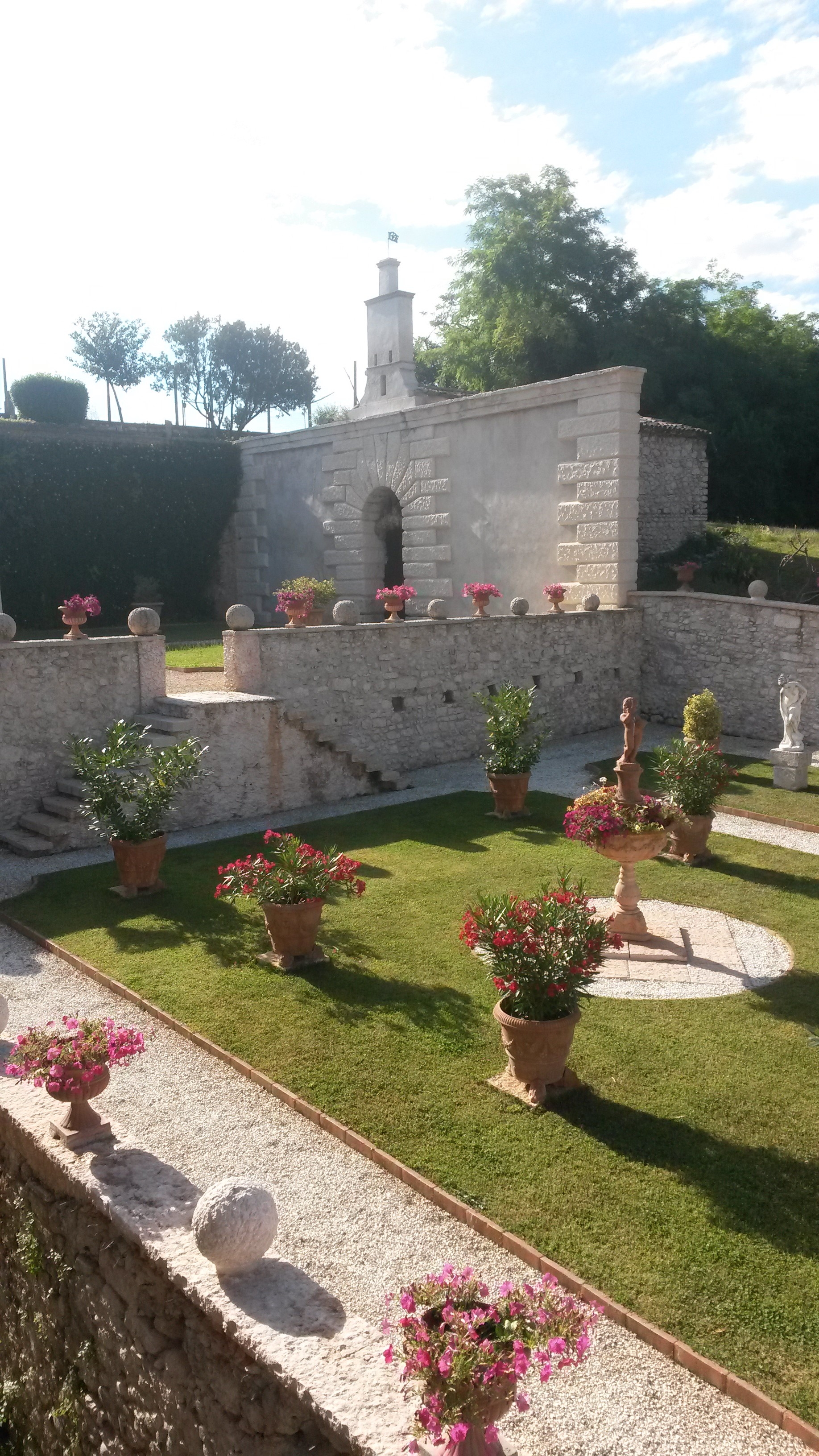
Jardin à deux terrasses qui suit le schéma typique du jardin de la Renaissance.
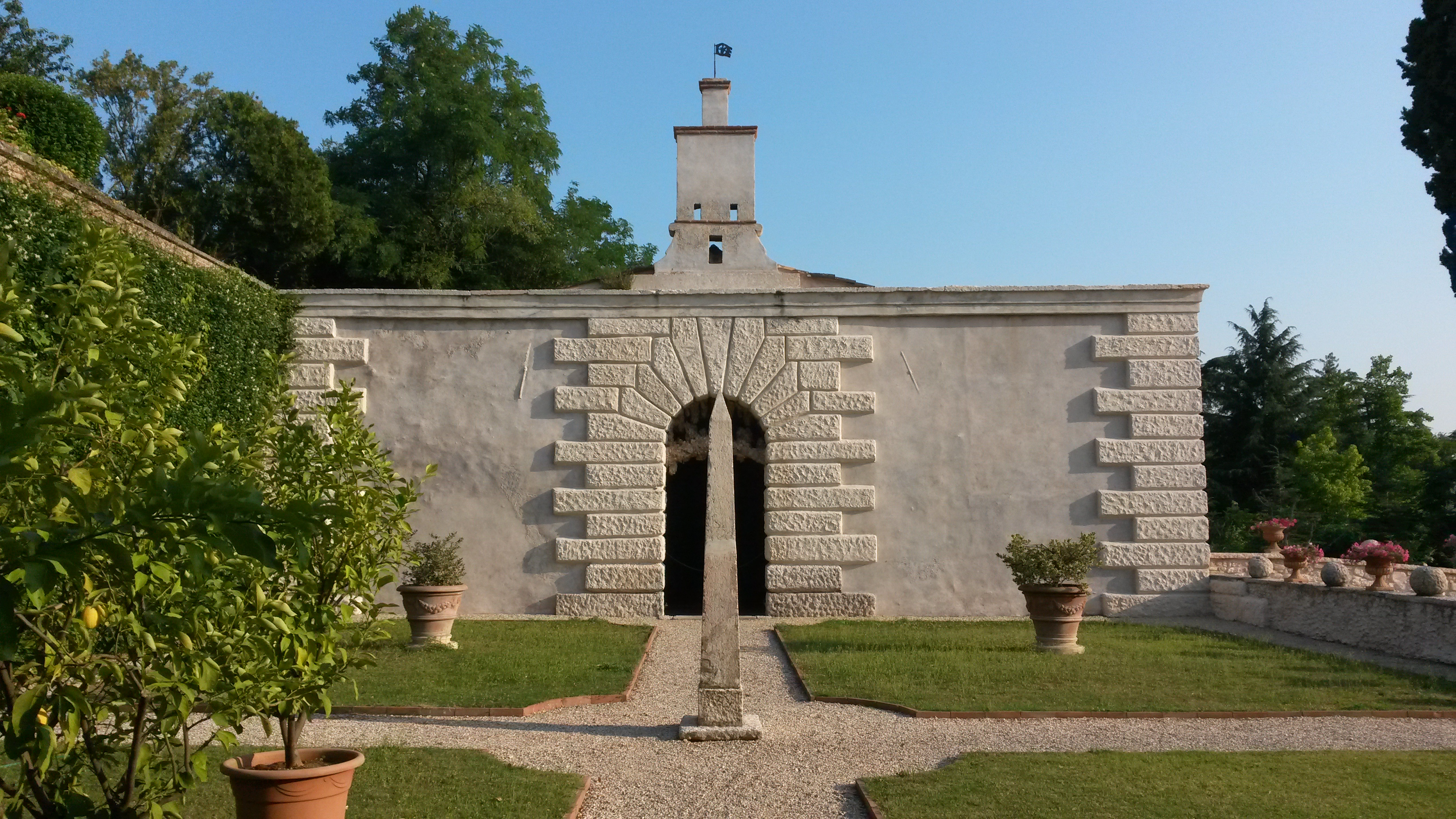
Grotte-Nymphée (environ 1580-1590), détail de la façade principale (qui regarde le jardin). La Grotte-Nymphée a été restaurée en 2016.
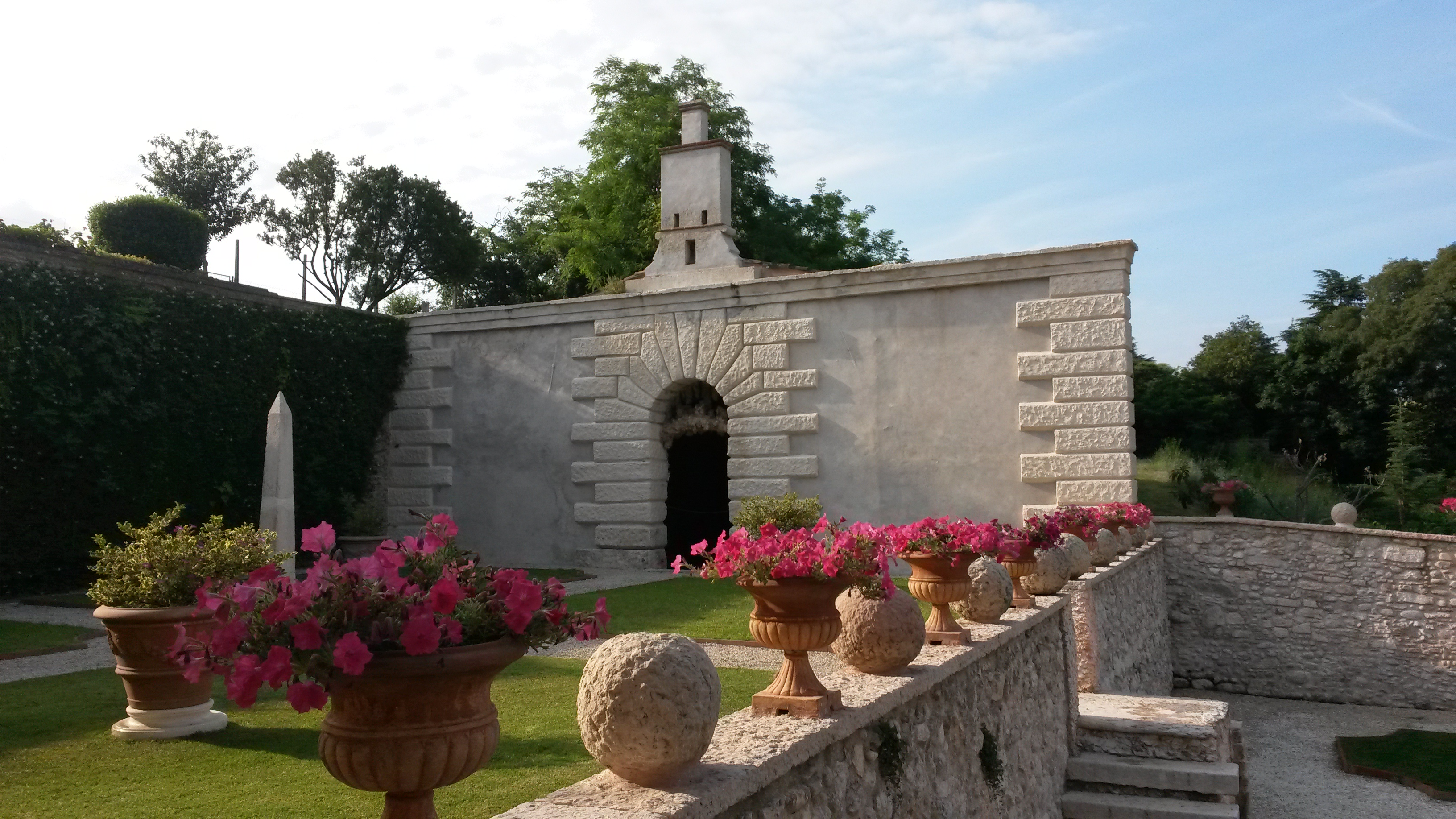
La Grotte-Nymphée, située sur la terrasse la plus haute du jardin.
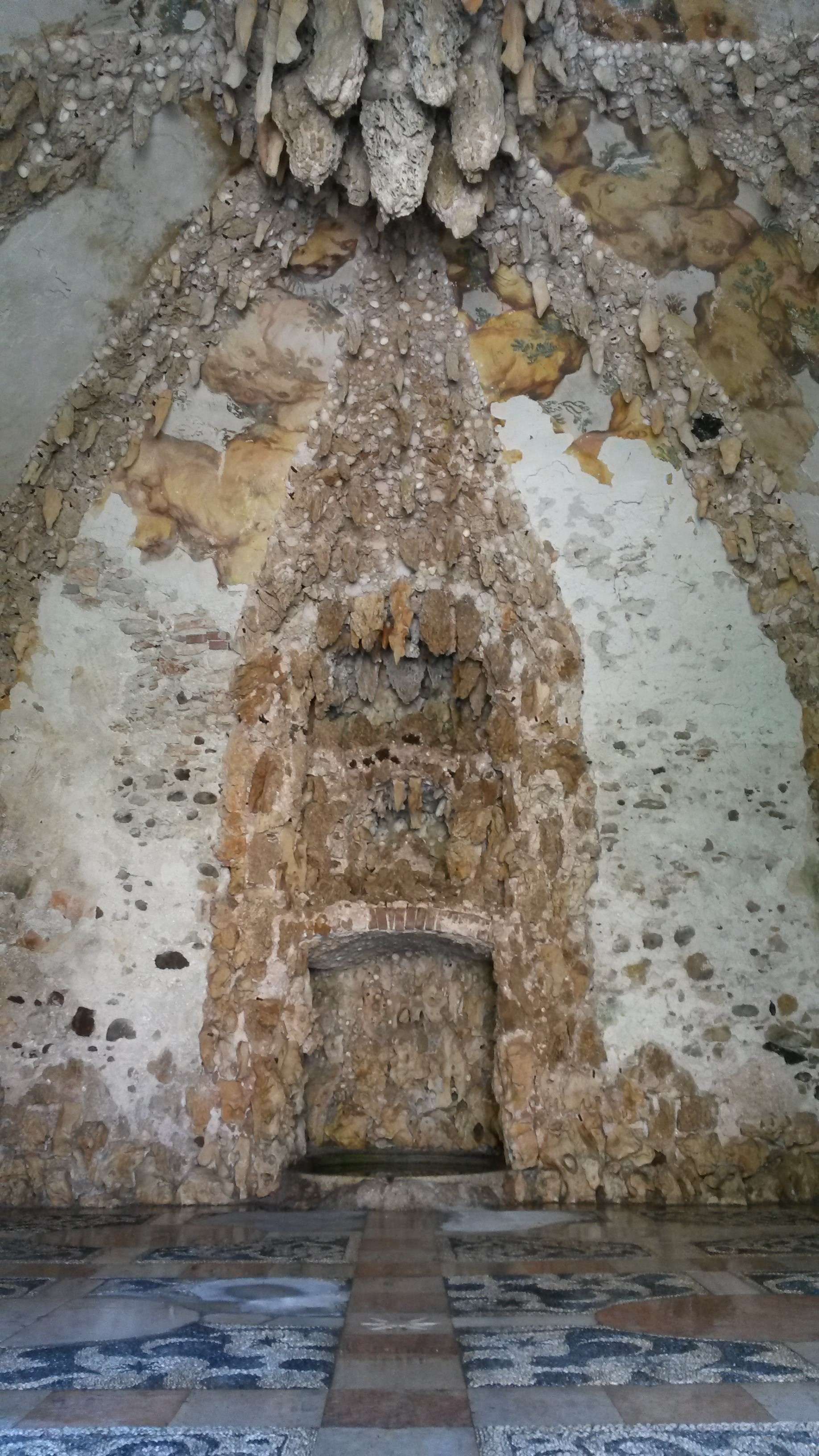
Intérieur de la Grotte-Nymphée (environ 1580-1590).
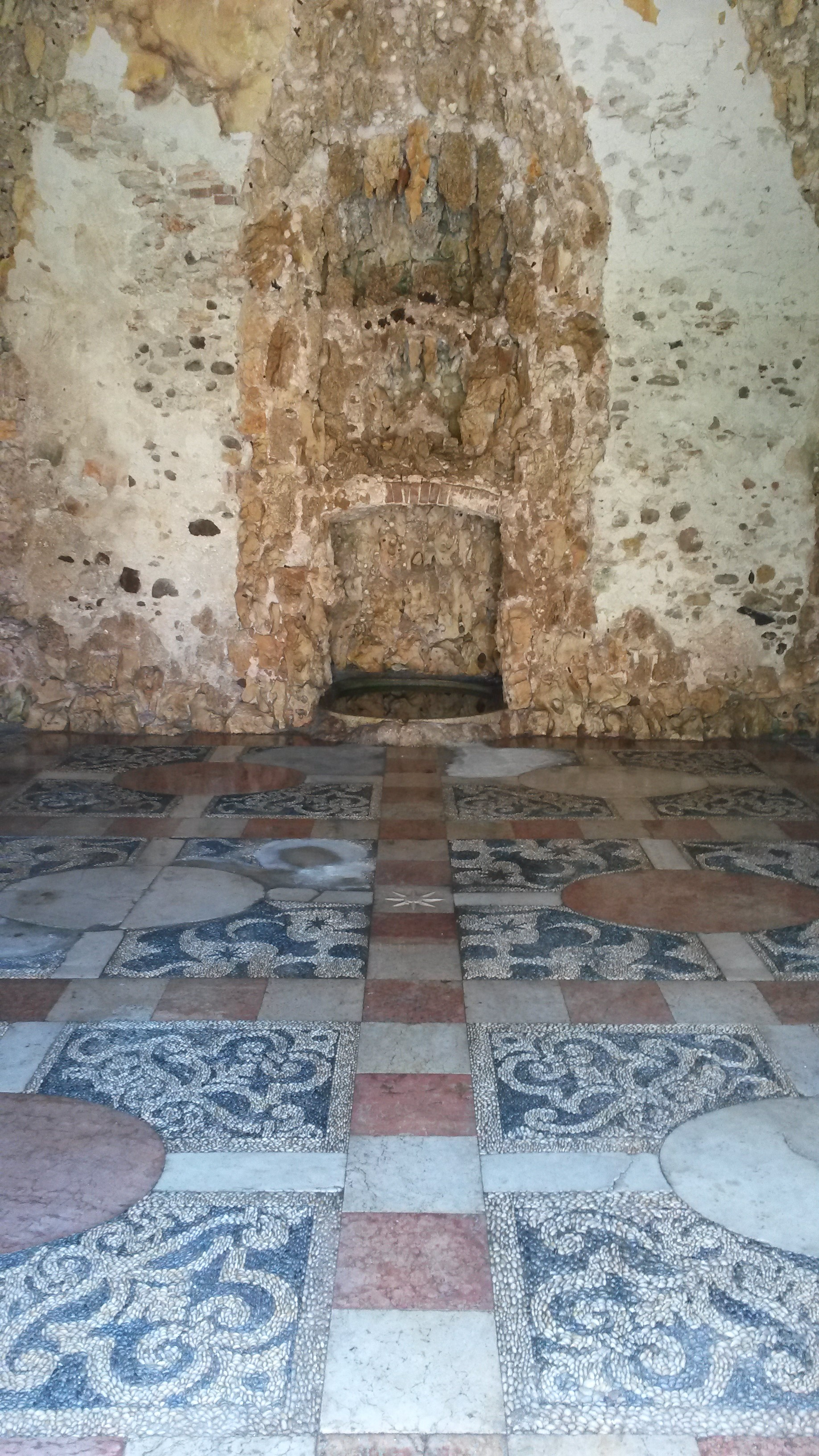
Intérieur de la Grotte-Nymphée (environ 1580-1590): détail de la niche centrale et de la mosaïque du sol attribuée à Paolo Farinati.

## Les fresques de Paolo Farinati
Paolo Farinati, aidé par ses fils Orazio et Giambattista, peignit les trois salons principaux de la villa autour des années 1590, en leur donnant l’aspect d’un péristyle. Sur les murs, on retrouve des colonnes surmontées par des entablements, puis des fausses statues sur des piédestaux et des scènes en monochrome ocre, vert et rouge.
Les fresques témoignent du style de Paolo Farinati fait de courbes, de raccourcis et qui affiche surtout des anatomies très marquées qui associe ce style au mouvement maniériste à empreinte classique, présent surtout en Italie centrale et particulièrement utilisé par Michel-Ange et Jules Romain.

### Salon des Divinités (ou Salon de la Musique)

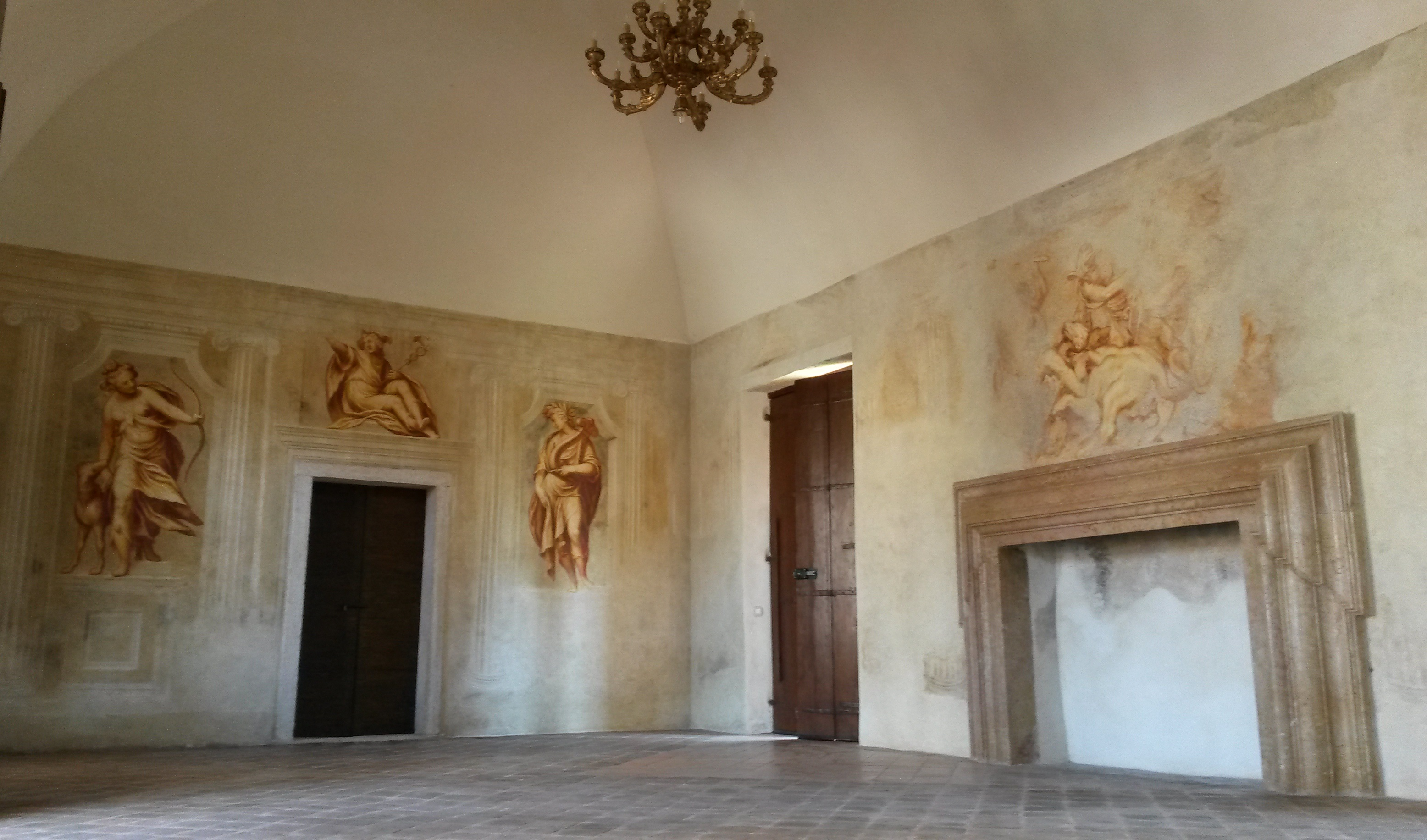
Salon des Divinités (ou Salon de la Musique). Le plafond, partiellement endommagé, a été restauré en 2014.

Celui-ci est le plus grand salon de la villa (11 × 6,40 mètres) et ses peintures reproduisent un péristyle ionique. Deux panneaux avec des instruments anciens, cadrés chacun par deux colonnes, laissent penser à une utilisation aussi musicale de la salle (il faut rappeler qu'en 1596 Fabio Nichesola eut une place importante parmi les Pères de l’Accademia Filarmonica di Verona).
Sur les murs les plus petits on retrouve des divinités sur des piédestaux. Diane, la déesse de la nature sauvage, fait face à Cérès, déesse de la nature cultivée. Apollon avec sa lyre, symbole de la musique raffinée, est opposé à Bacchus ou Dionysos, emblème de la musique primitive.
Au-dessus d’une cheminée en marbre on peut distinguer les restes d’une fresque représentant la lutte d’Hercule, Mercure et Minerve contre l’Hydre de Lerne.

Au-dessus d’une porte on retrouve Mercure, dieu de l’éloquence et patron des jurisconsultes (tels que Fabio Nichesola), assis.

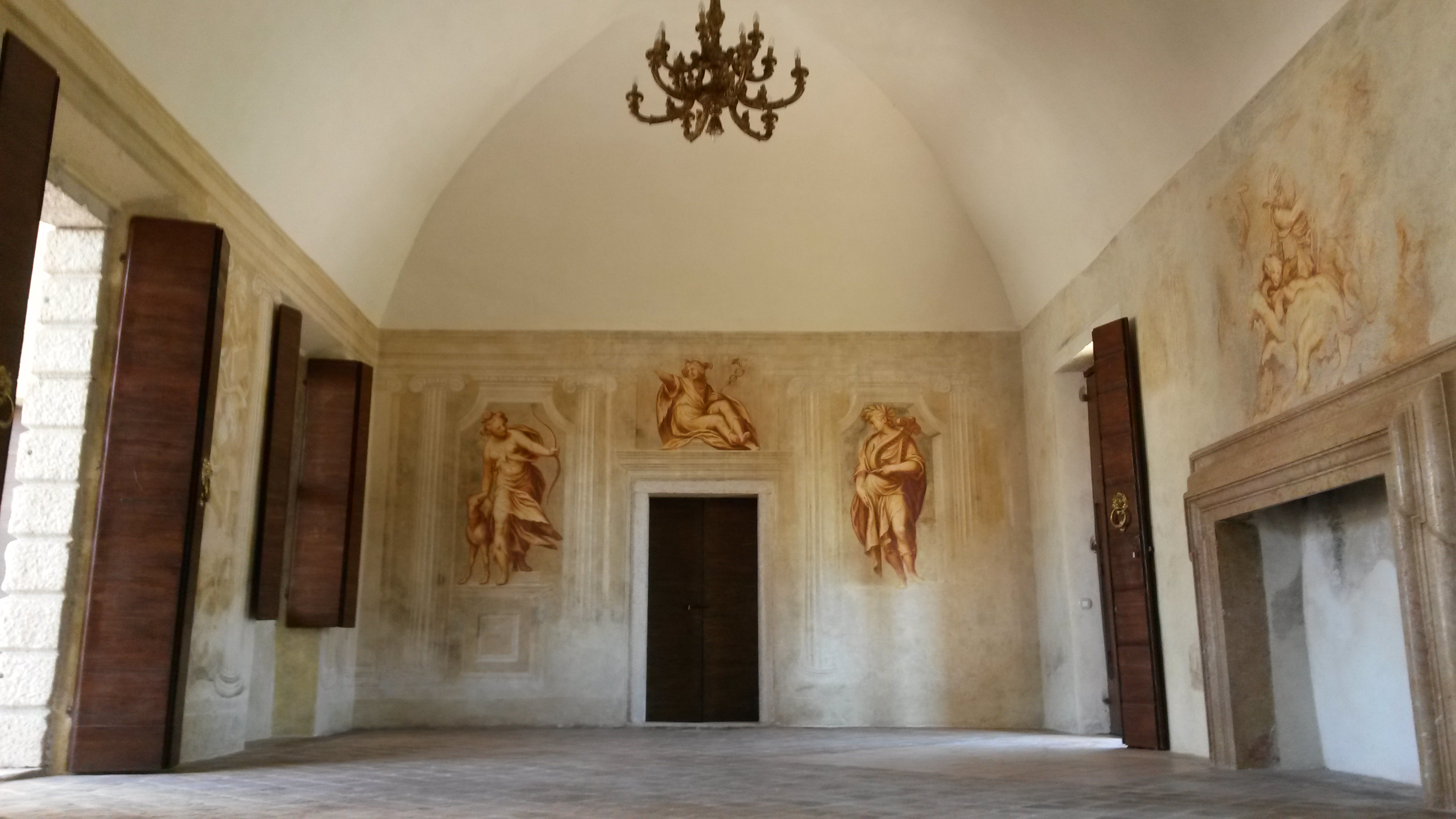
Salon des Divinités (ou Salon de la Musique).
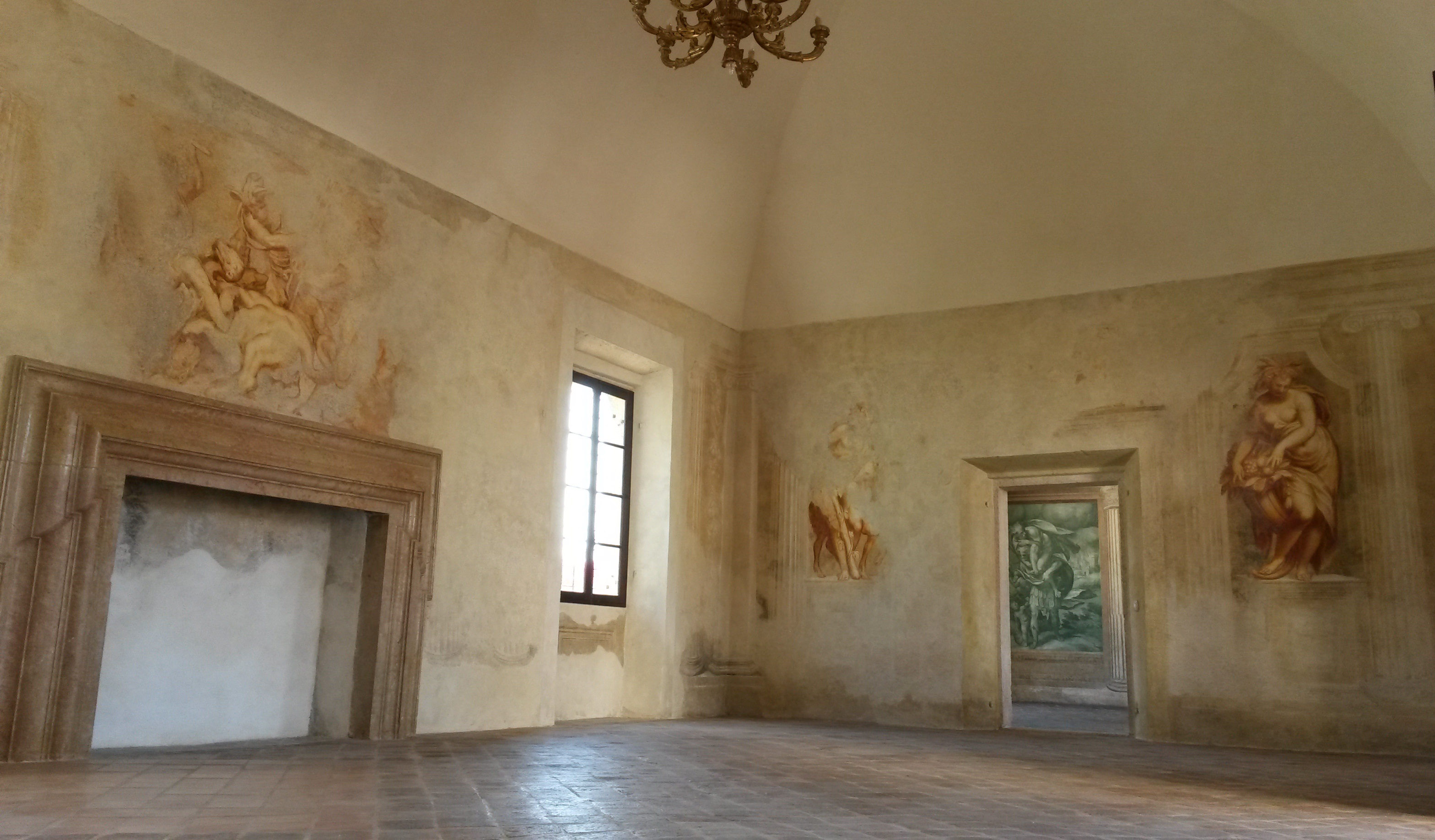
Salon des Divinités (ou Salon de la Musique).
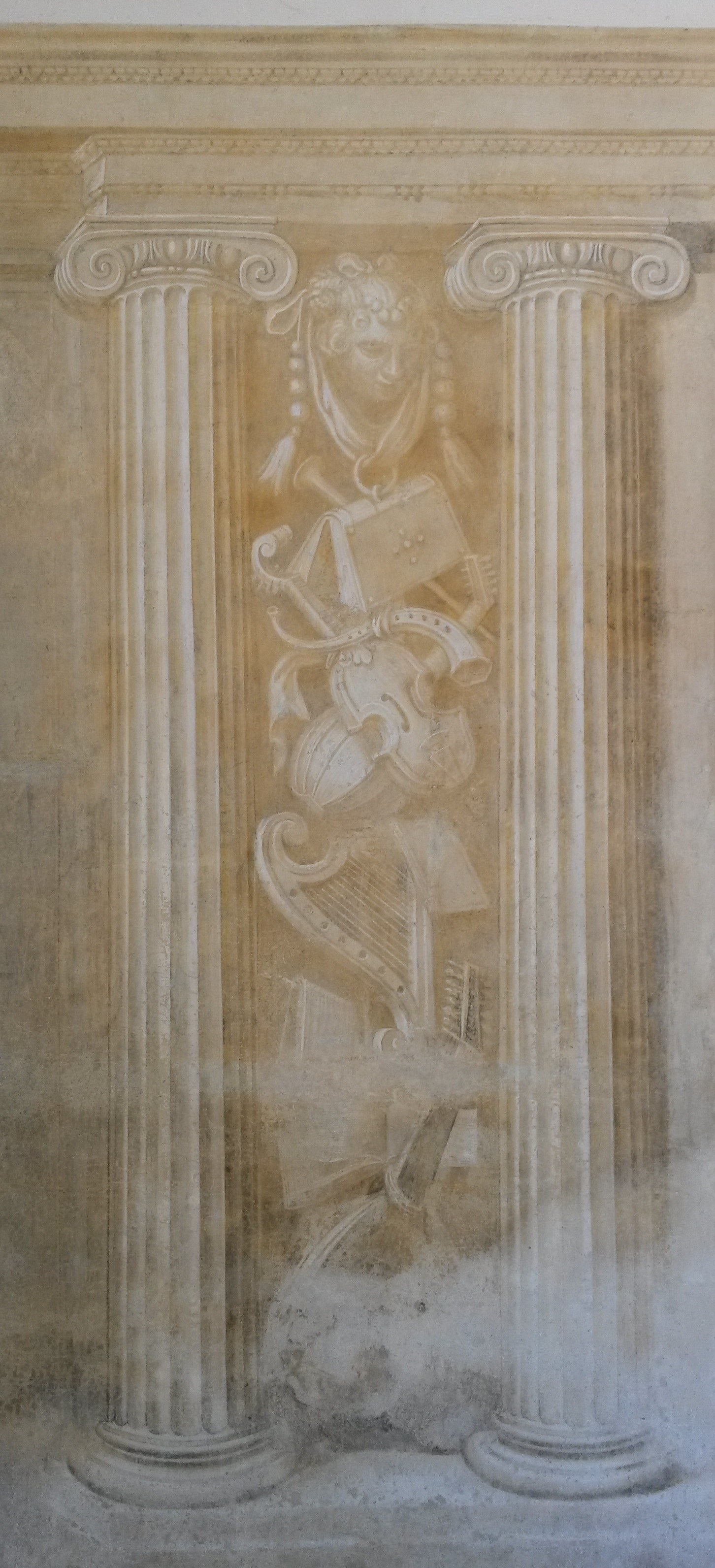
Paolo Farinati, Panneau avec plusieurs instruments musicaux, environ 1590, fresque restaurée en 2016.
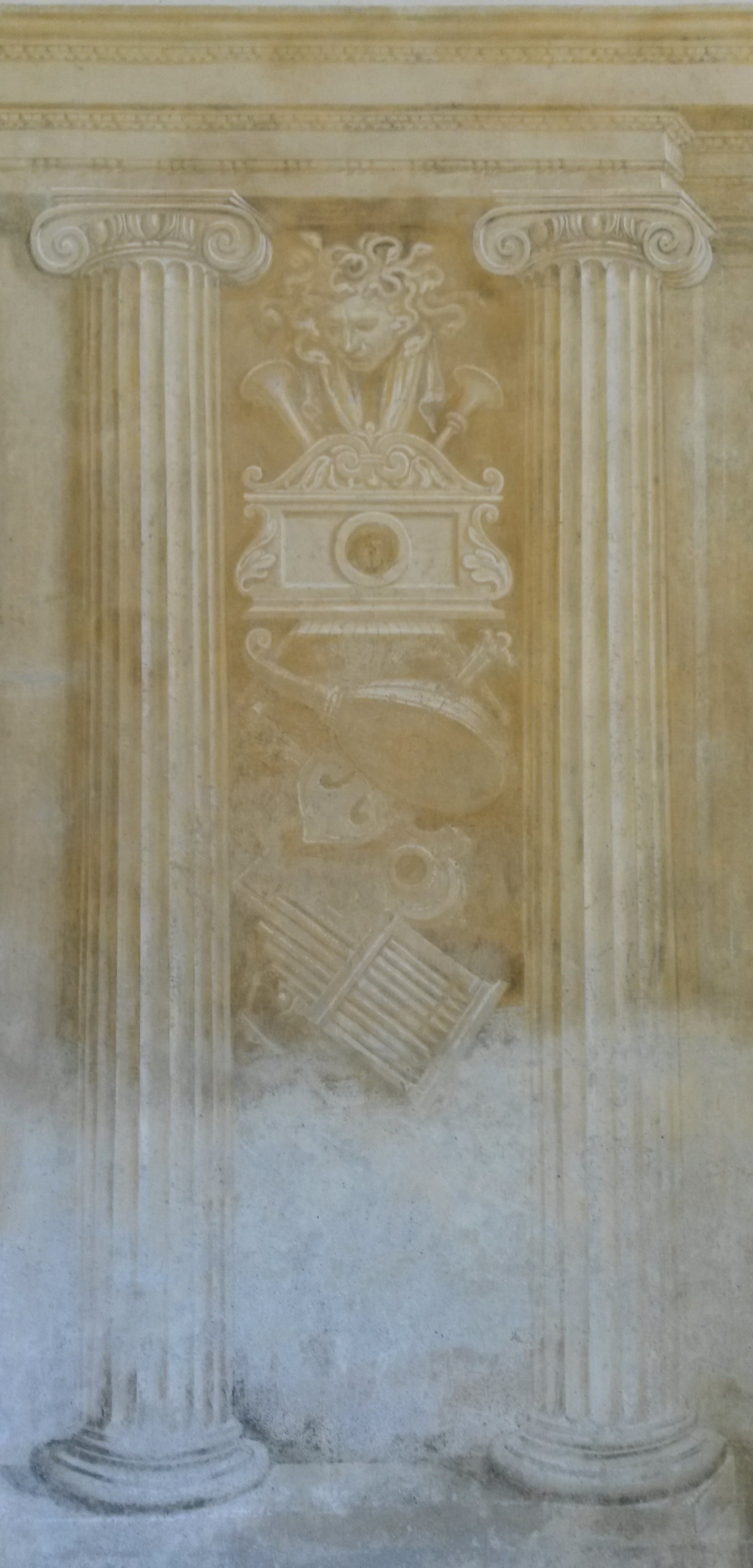
Paolo Farinati, Panneau avec plusieurs instruments musicaux, environ 1590, fresque restaurée en 2016.
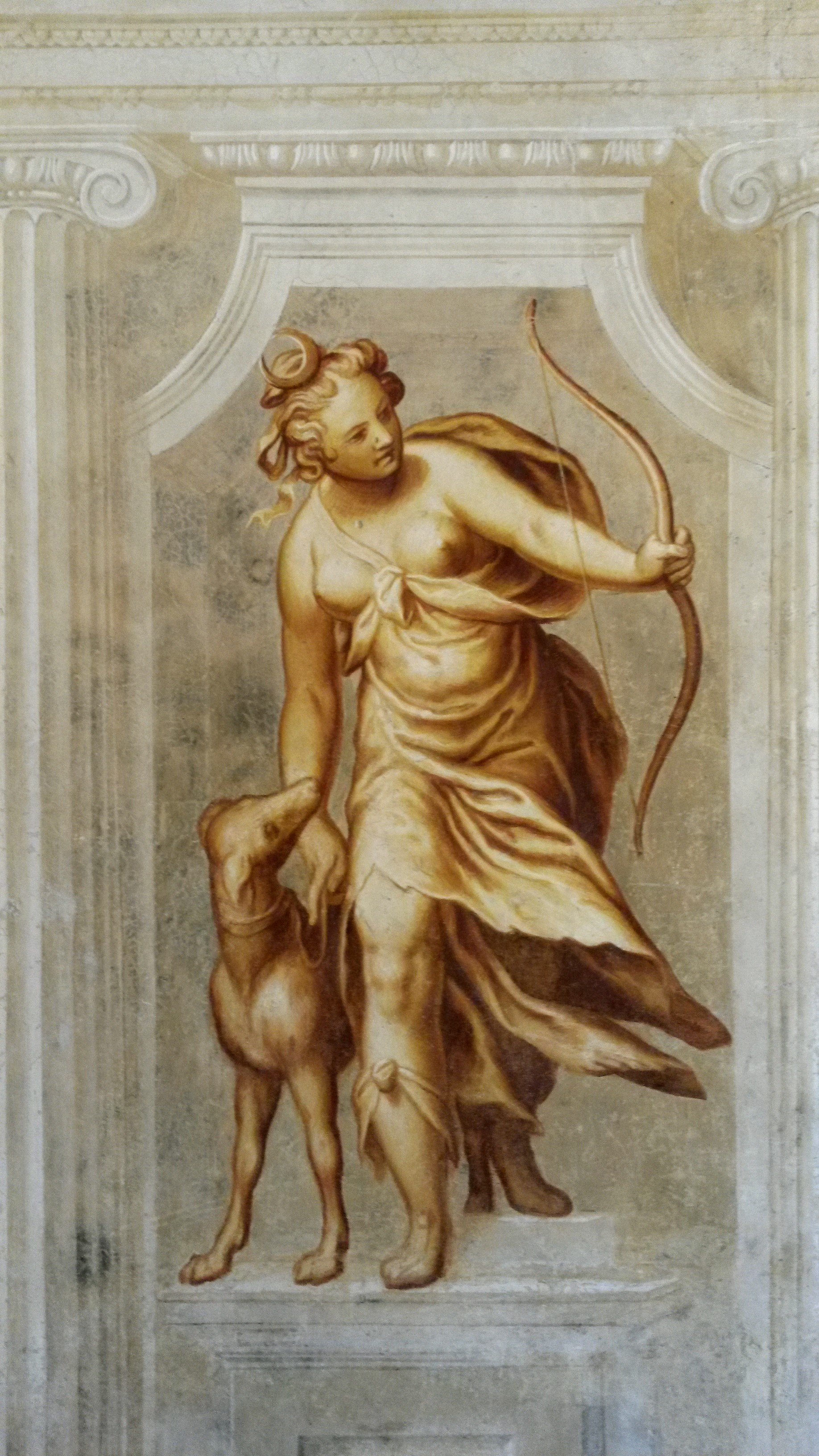
Paolo Farinati, Diane, environ 1590, fresque restaurée en 2016.
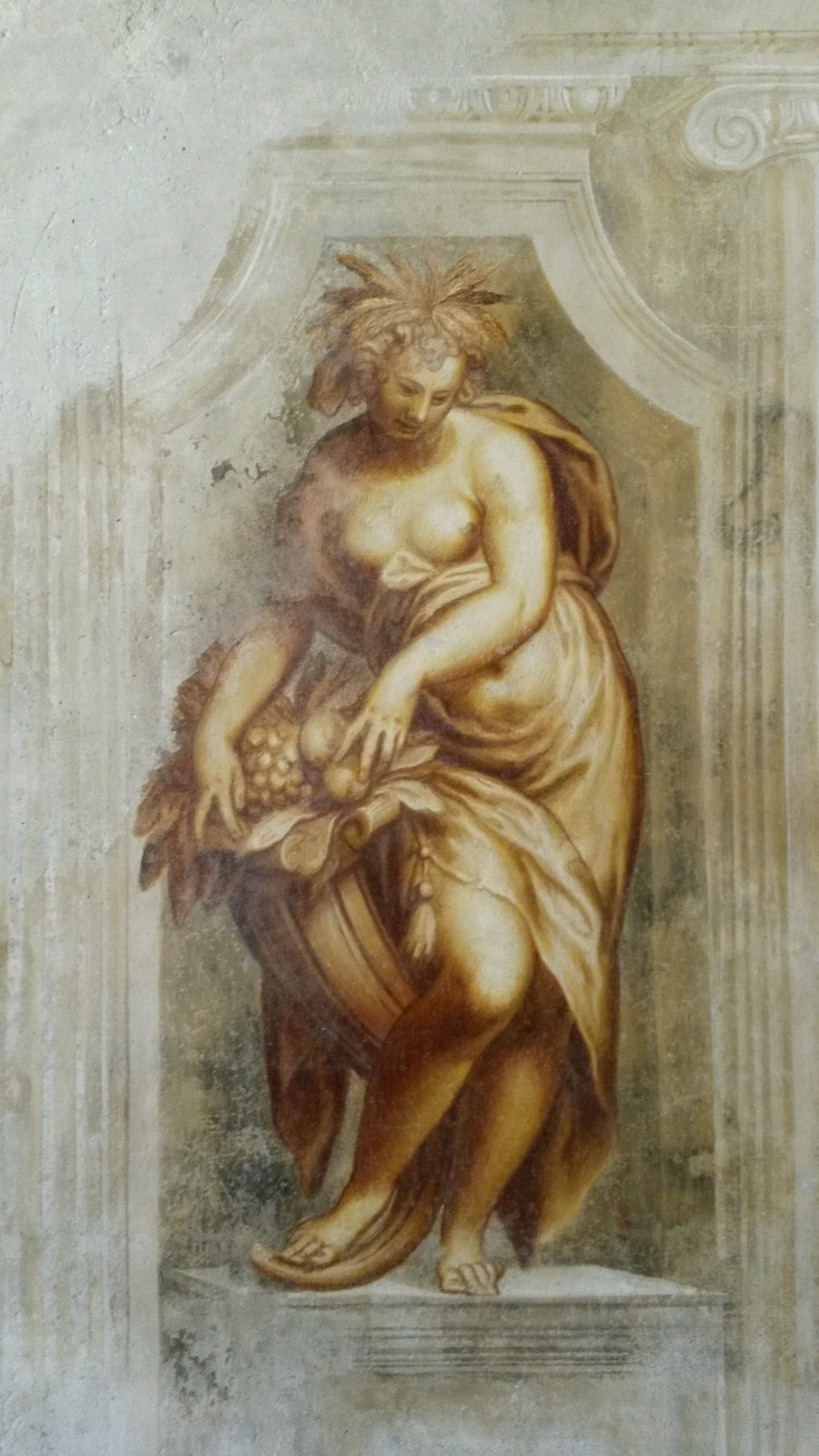
Paolo Farinati, Cérès, environ 1590, fresque restaurée en 2016.
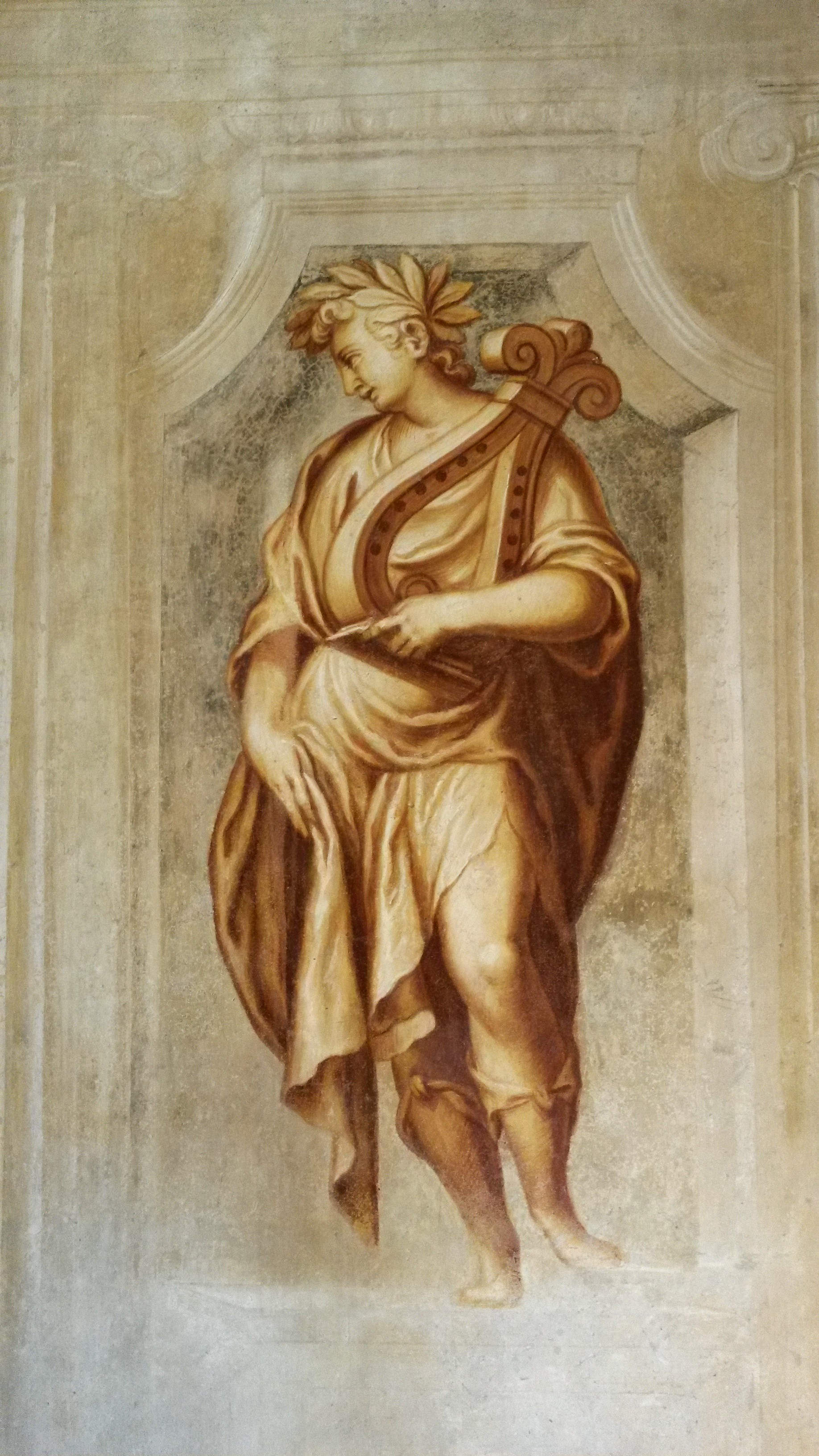
Paolo Farinati, Apollon à la lyre, environ 1590, fresque restaurée en 2016.
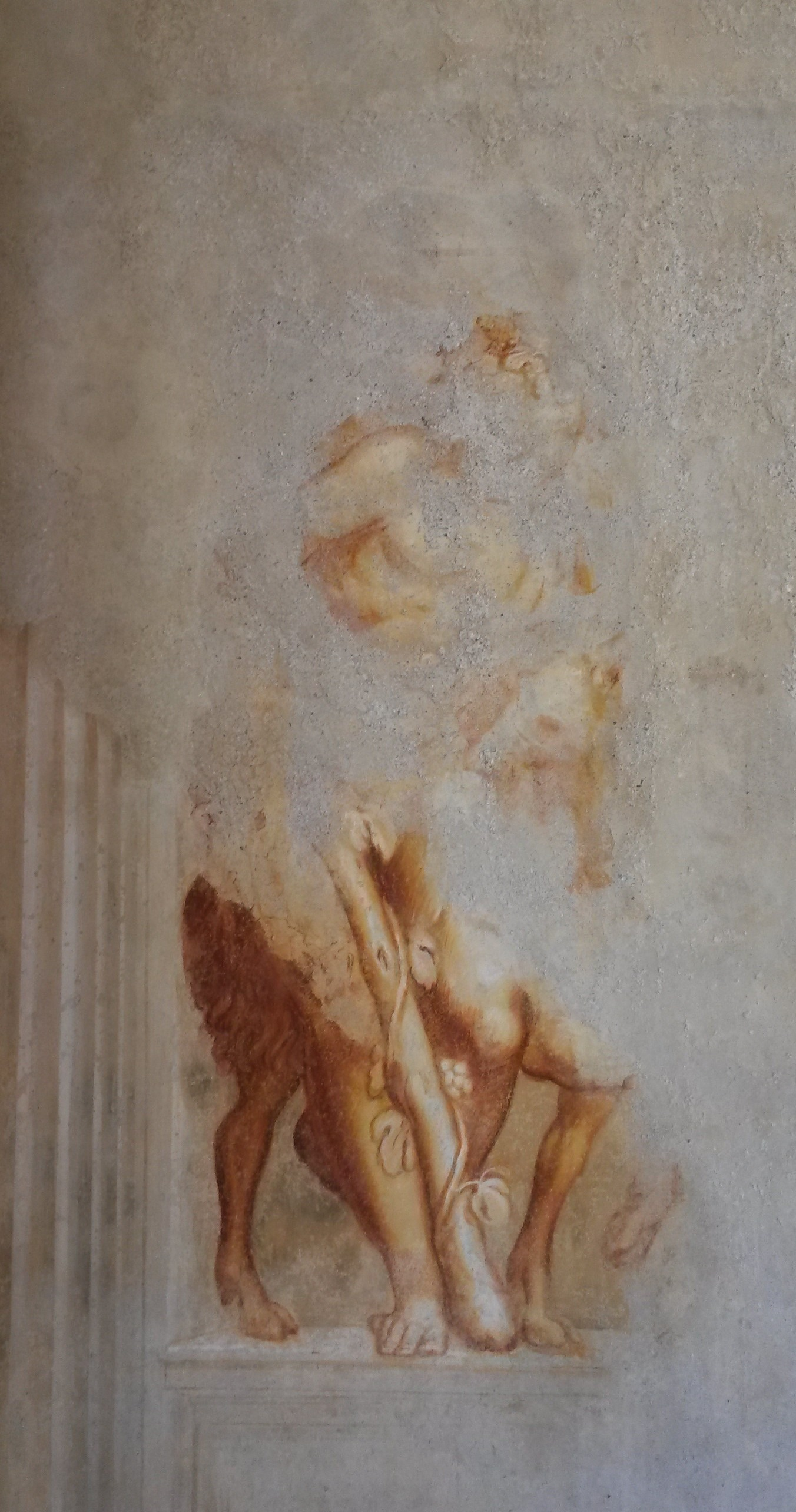
Paolo Farinati, Bacchus ou Dionysos, environ 1590, fresque restaurée en 2016.
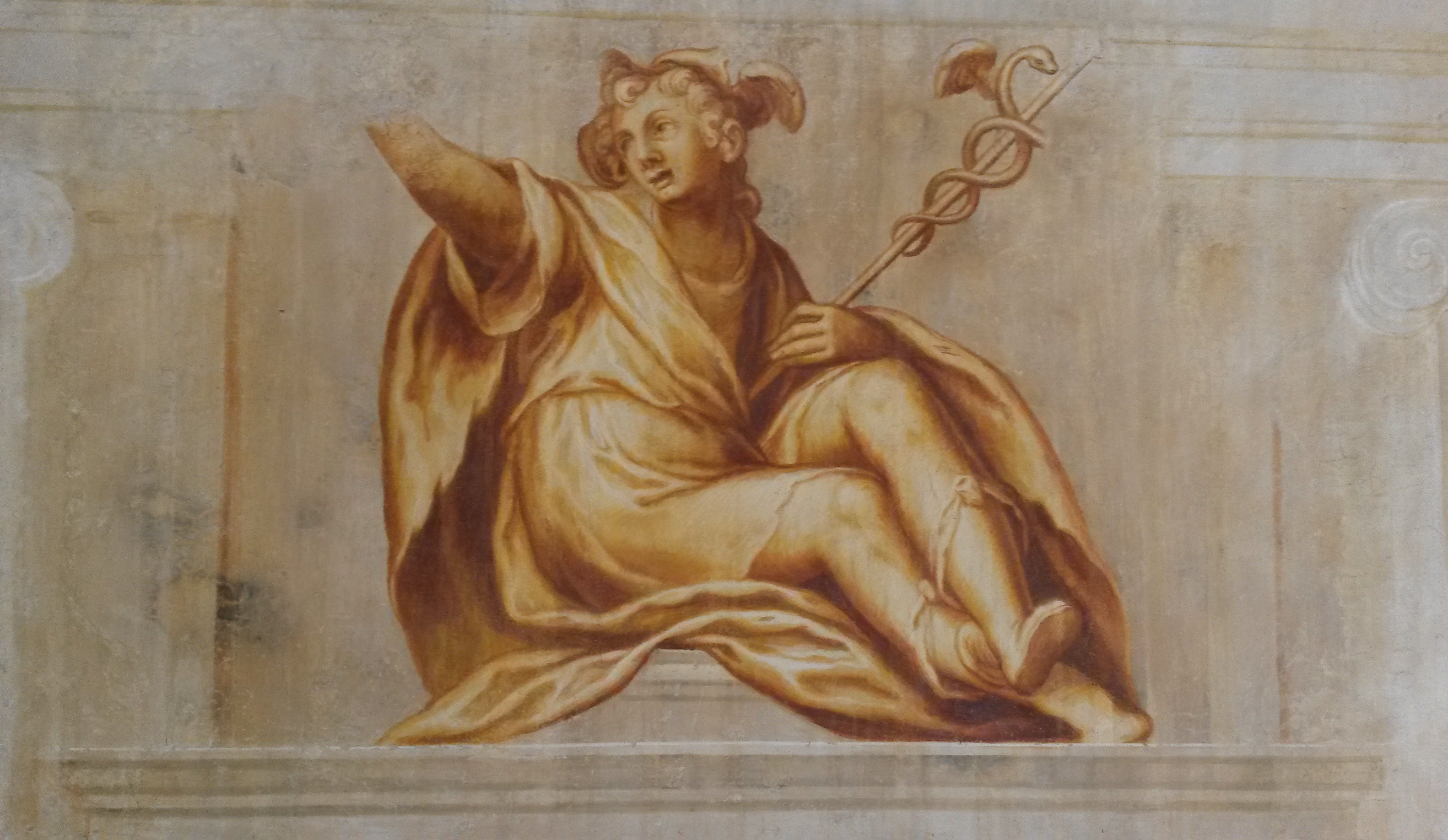
Paolo Farinati, Mercure, environ 1590, fresque restaurée en 2016.
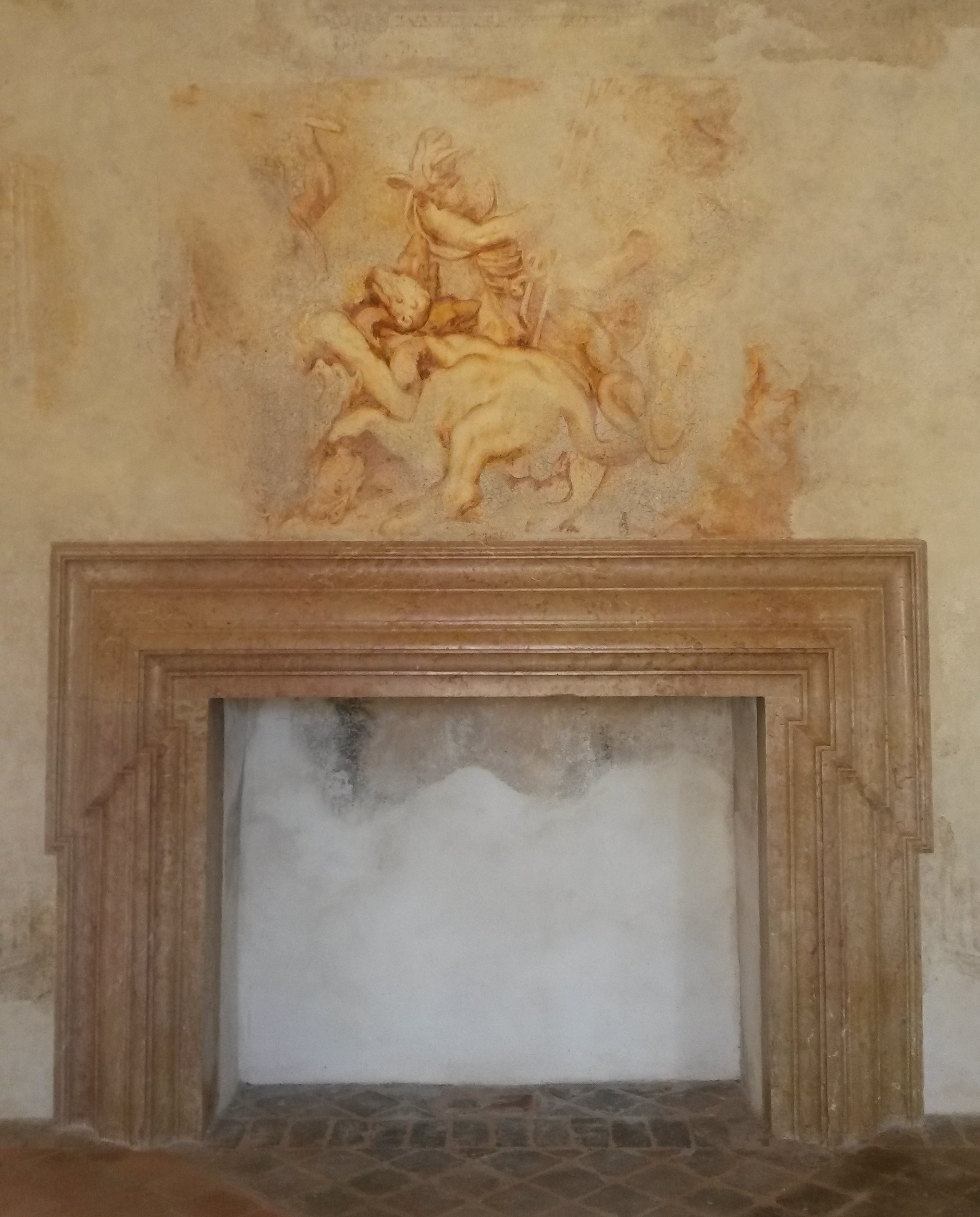
Paolo Farinati, Hercule, Mercure et Minerve luttent contre l'Hydre de Lerne, environ 1590, fresque restaurée en 2016.

### Salon Vert

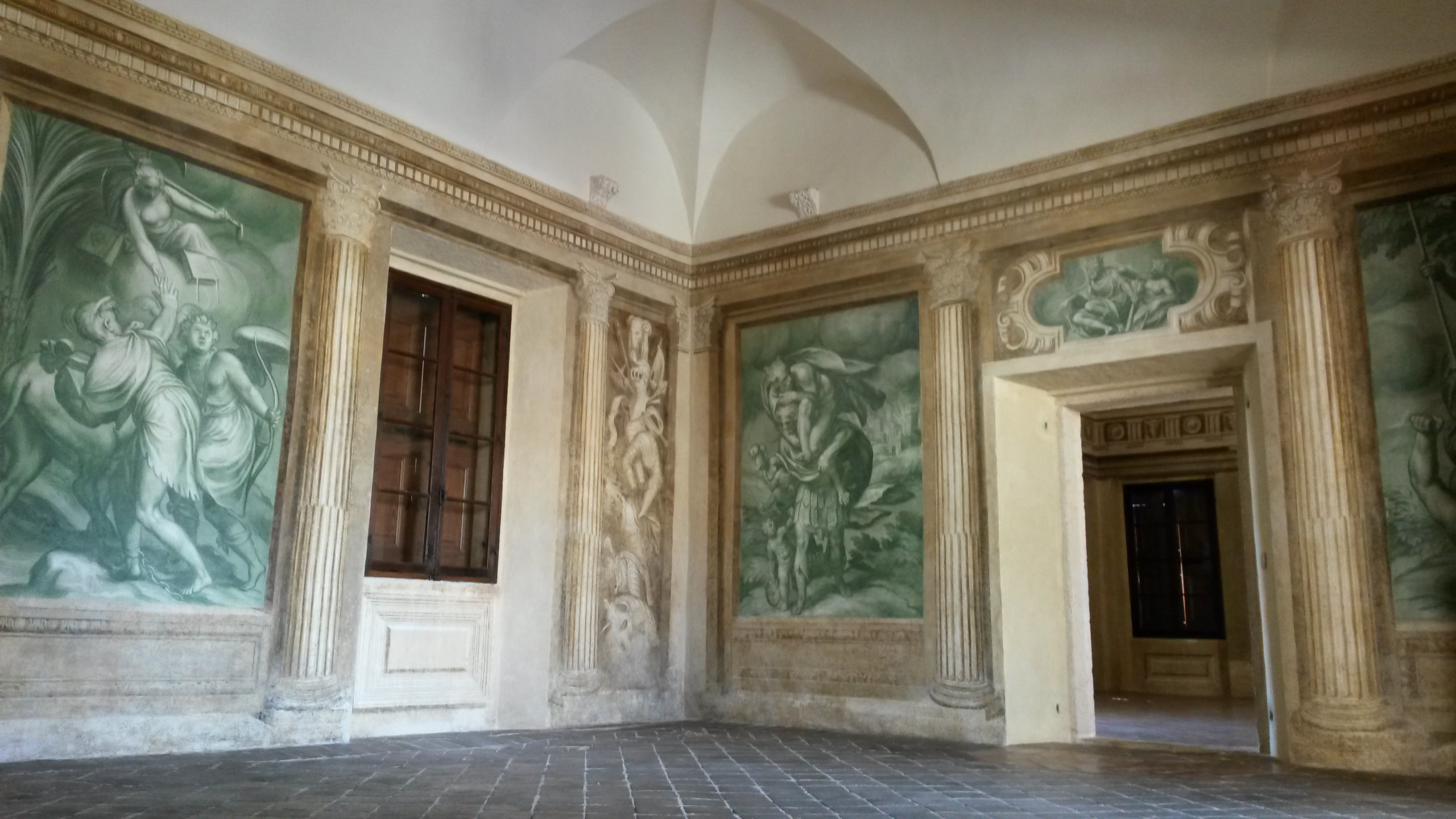
Salon Vert. Fresques de Paolo Farinati, environ 1590.

Dans cette salle, se trouve un faux péristyle composite, on retrouve six cadres en monochrome vert. Ils représentent :
- L’incendie de Troie (Énée, dans sa fuite, sauve son père Anchise, son fils Ascagne et la statue de Pallas Athéna, protectrice de la ville);
- La Vertu (ou Minerve) en train de tuer le Vice;
- L’idylle entre Vénus et Adonis;
- Neptune avec Méduse;
- Adonis en train d'abandonner Vénus;
- Léto avec ses fils Diane et Apollon.

Dans le salon, on retrouve aussi une fresque de Janus bifrons (le dieu du passage et de portes), placée au-dessus de la porte, et deux panneaux avec des armes, des armures et quelque trophée). Une de ces deux panneaux présente les armoiries de la famille Nichesola.

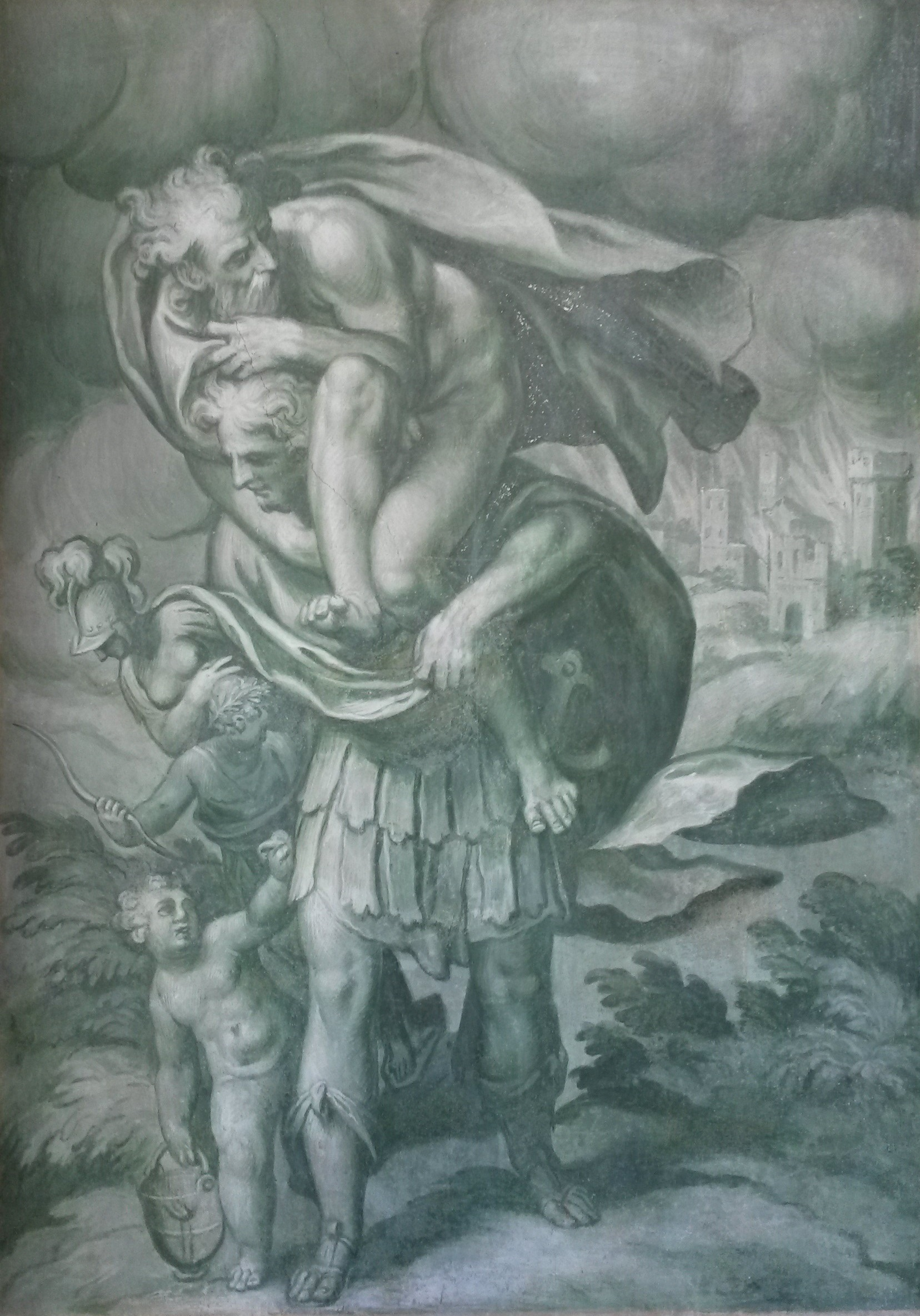
Paolo Farinati, Incendie de Troie, environ 1590, fresque restaurée en 2016.
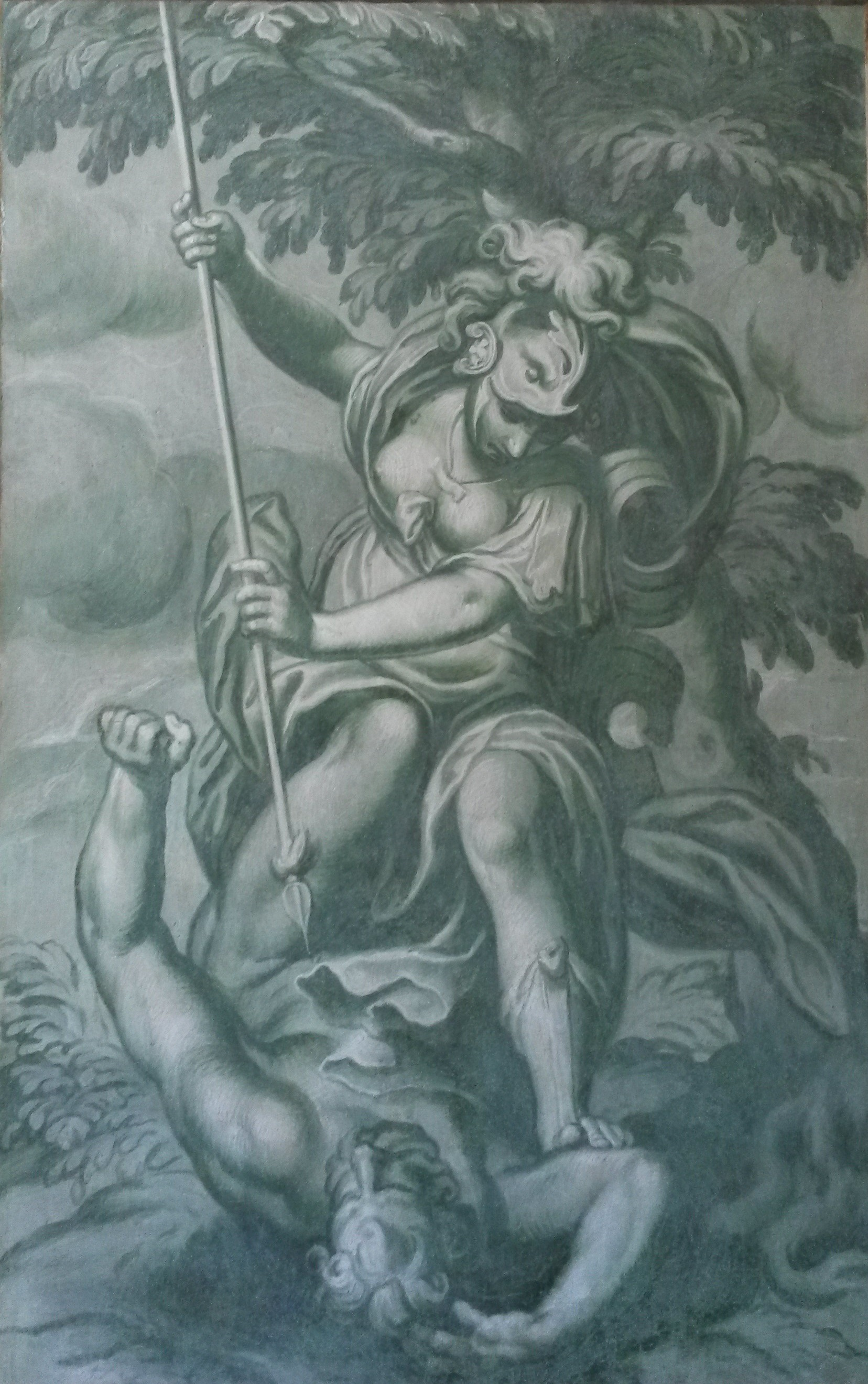
Paolo Farinati, La Vertu (ou Minerve) en train de tuer le Vice, environ 1590, fresque restaurée en 2016.
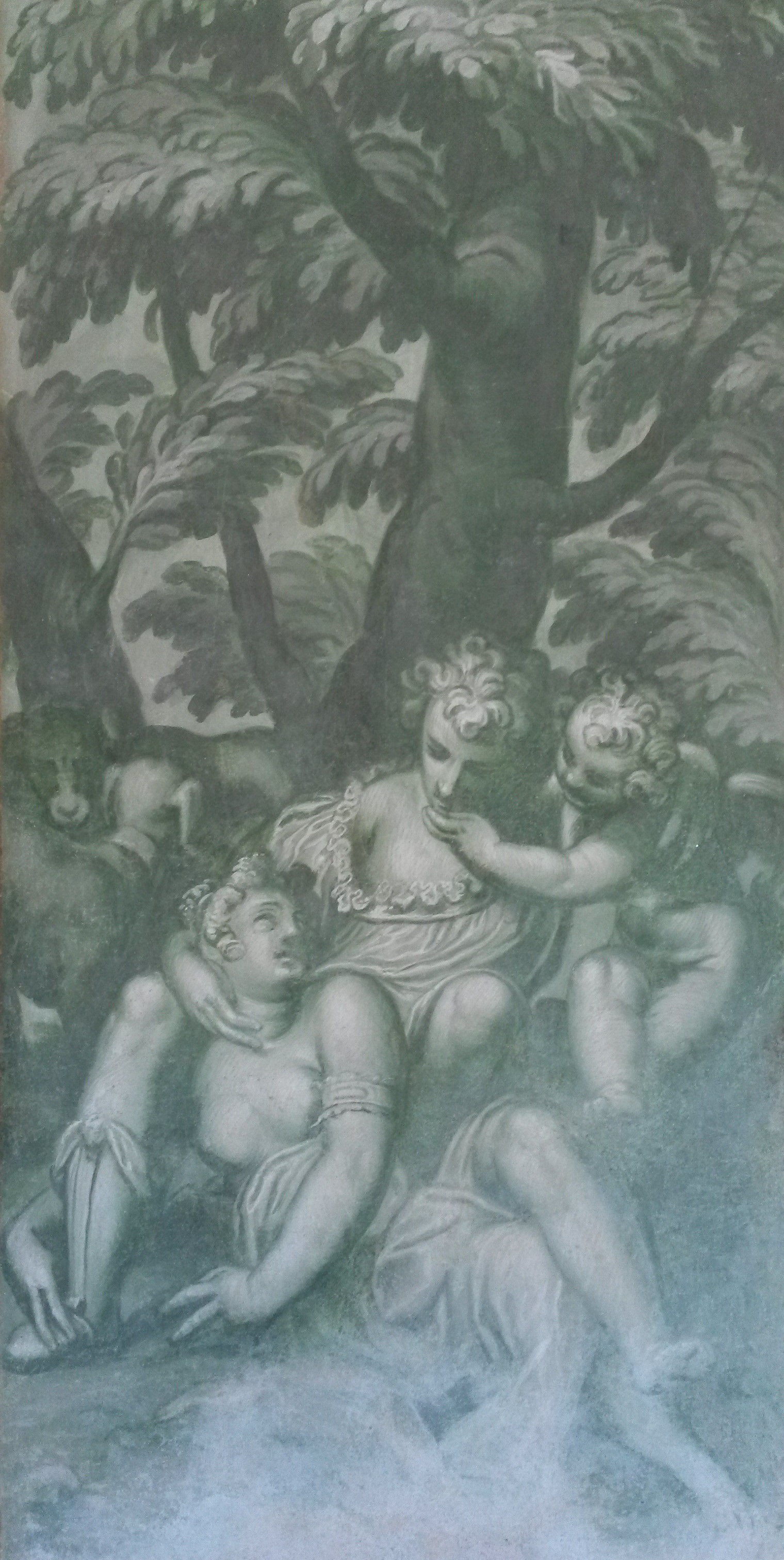
Paolo Farinati, L’idylle entre Vénus et Adonis, environ 1590, fresque restaurée en 2016.
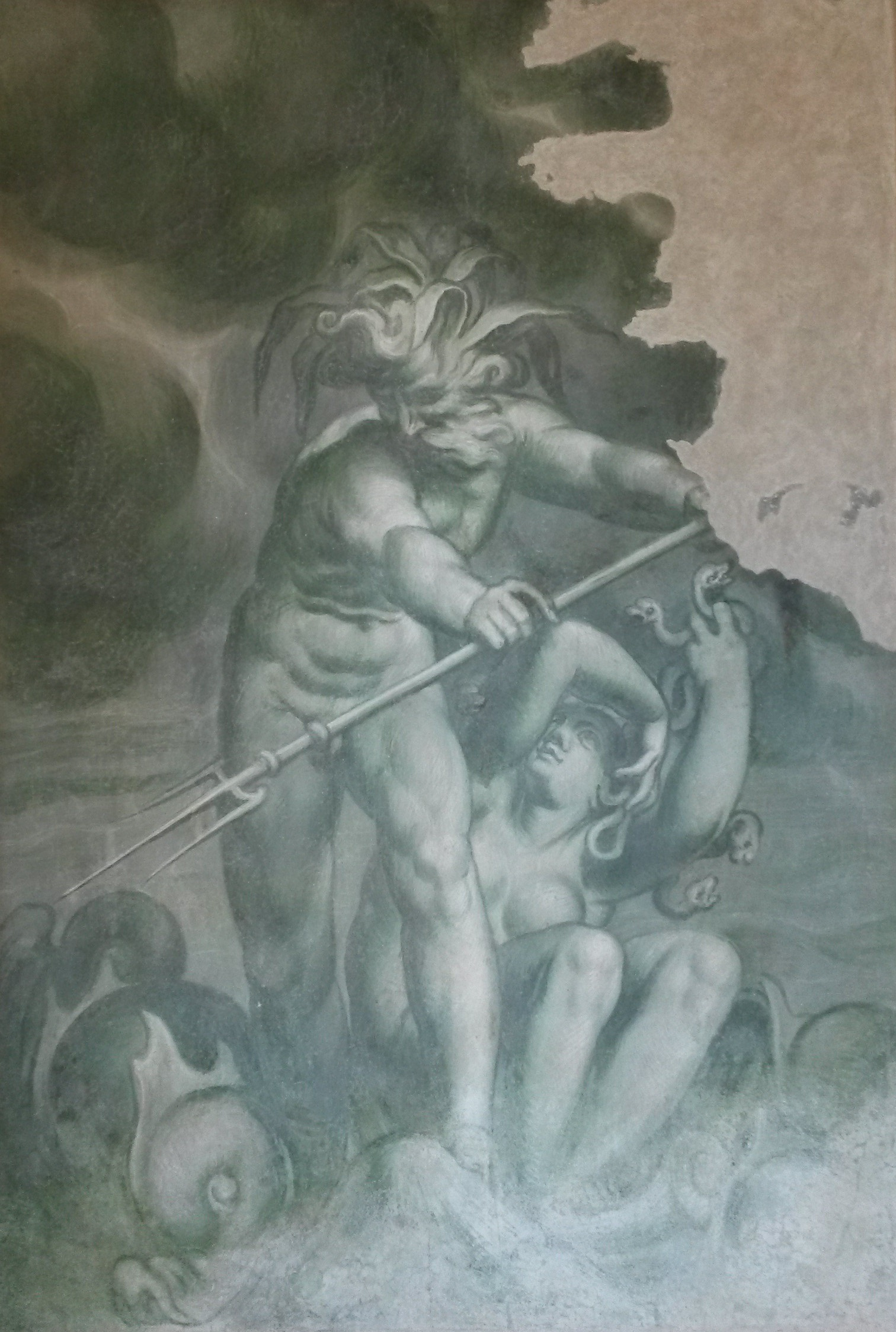
Paolo Farinati, Neptune avec Méduse, environ 1590, fresque restaurée en 2016.
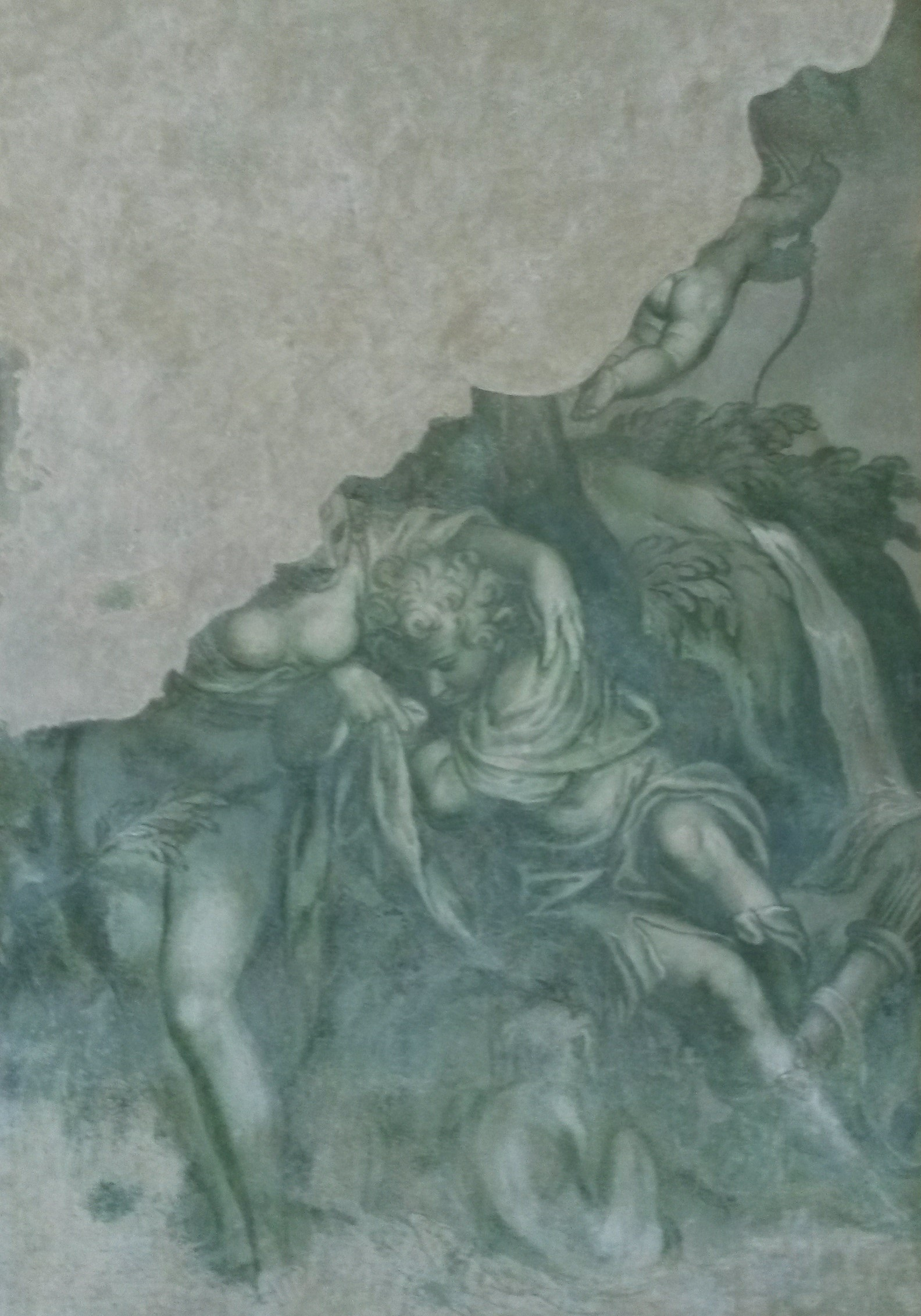
Paolo Farinati, Adonis en train d'abandonner Vénus, environ 1590, fresque restaurée en 2016.
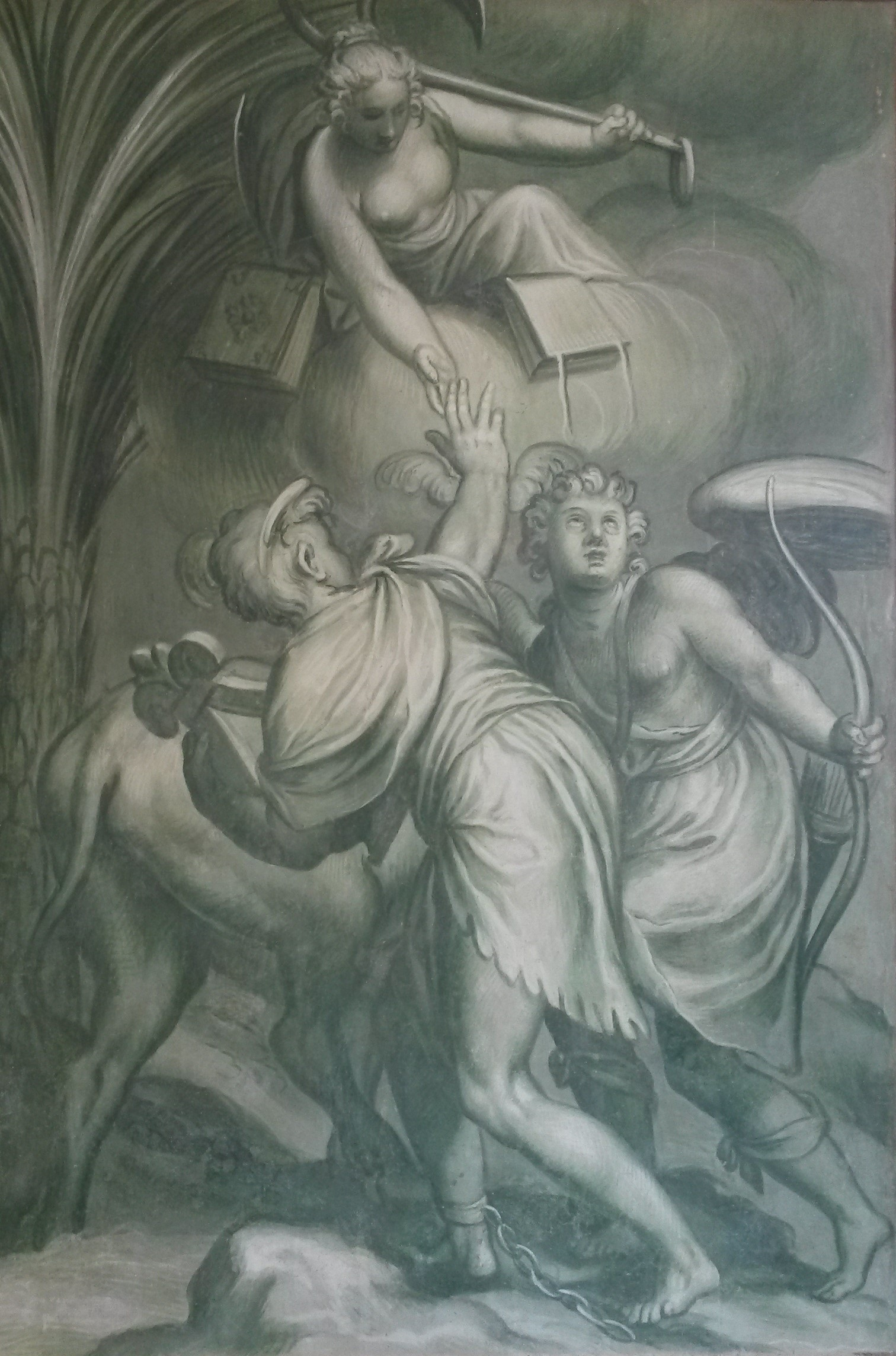
Paolo Farinati, Léto avec ses fils Diane et Apollon, environ 1590, fresque restaurée en 2016.
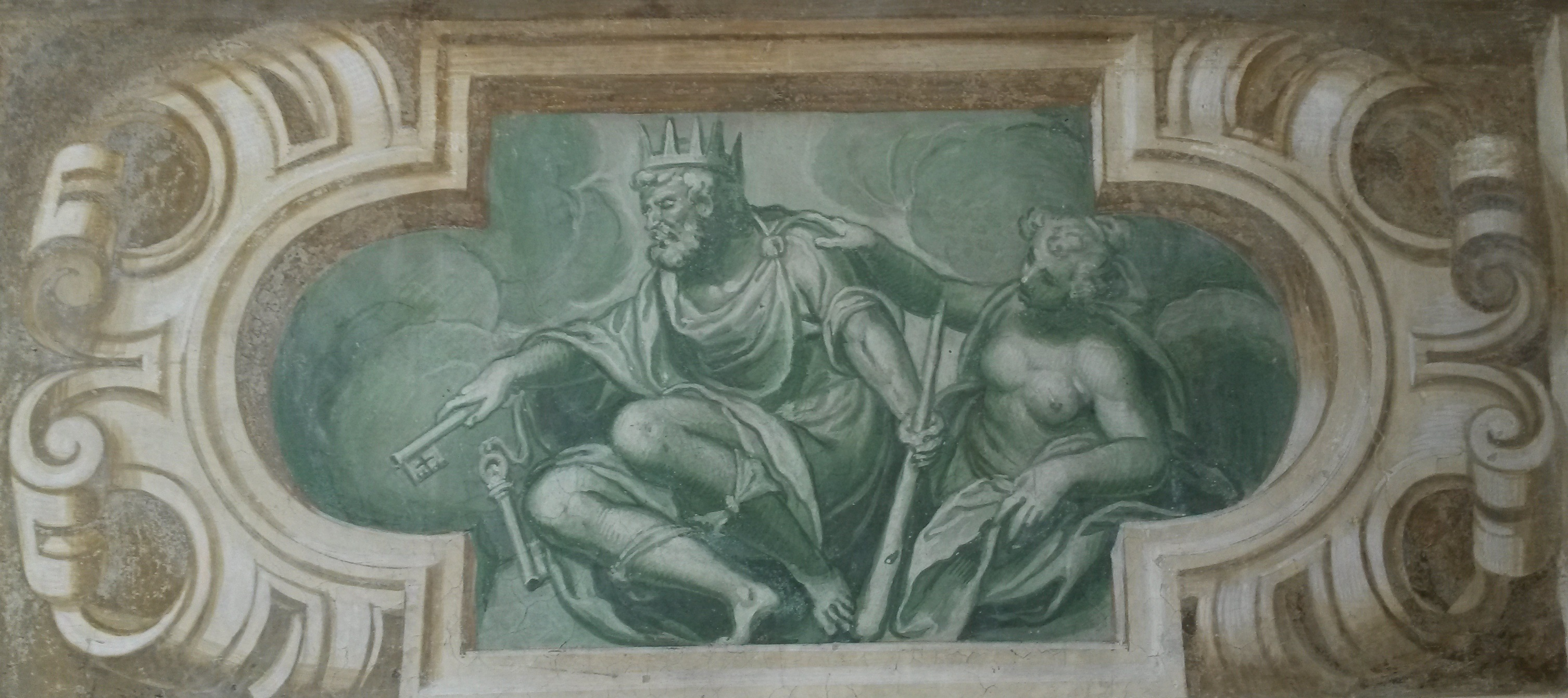
Paolo Farinati, Janus bifrons, environ 1590, fresque restaurée en 2016.
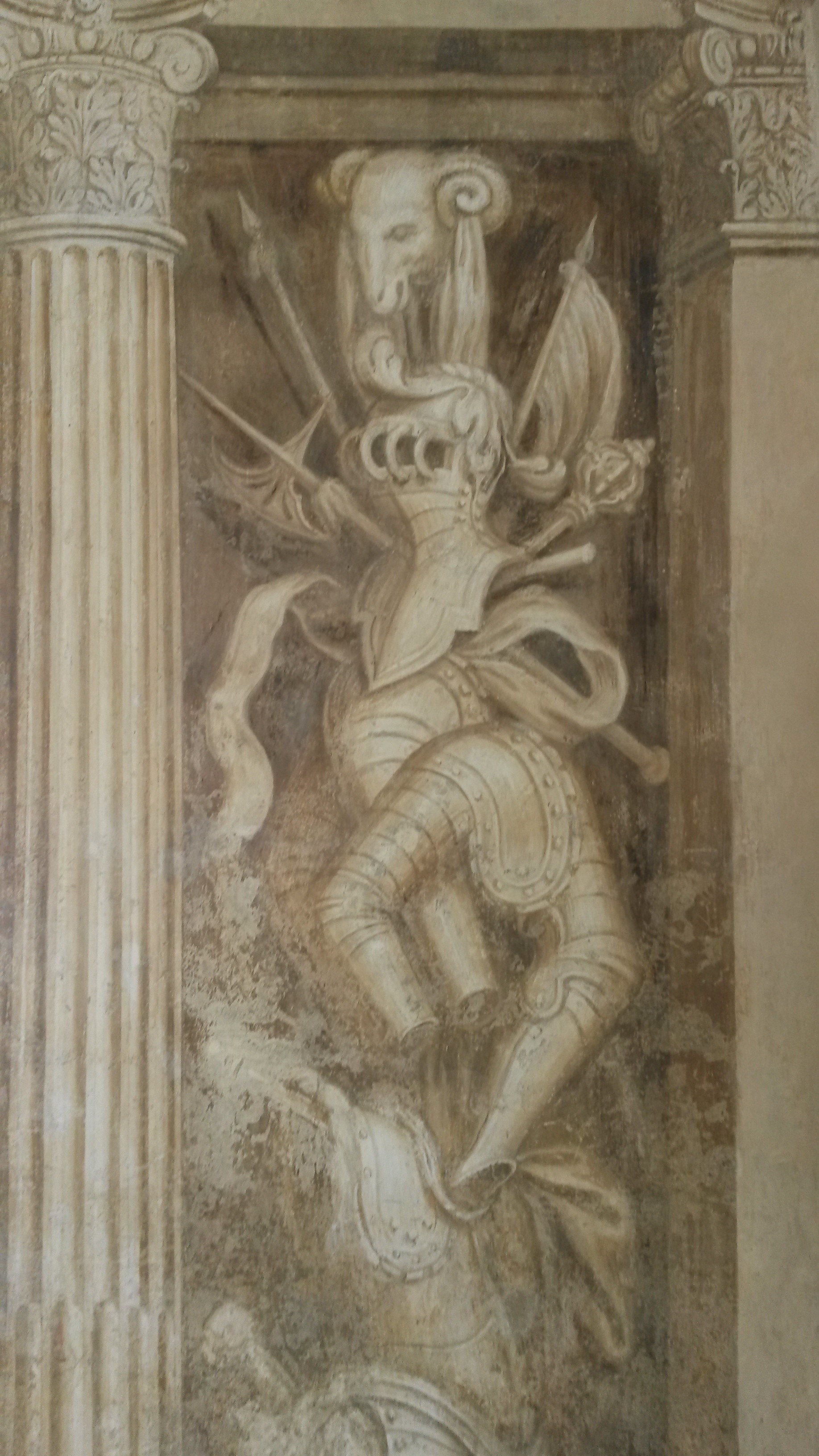
Paolo Farinati, Panoplie, environ 1590, fresque restaurée en 2016.
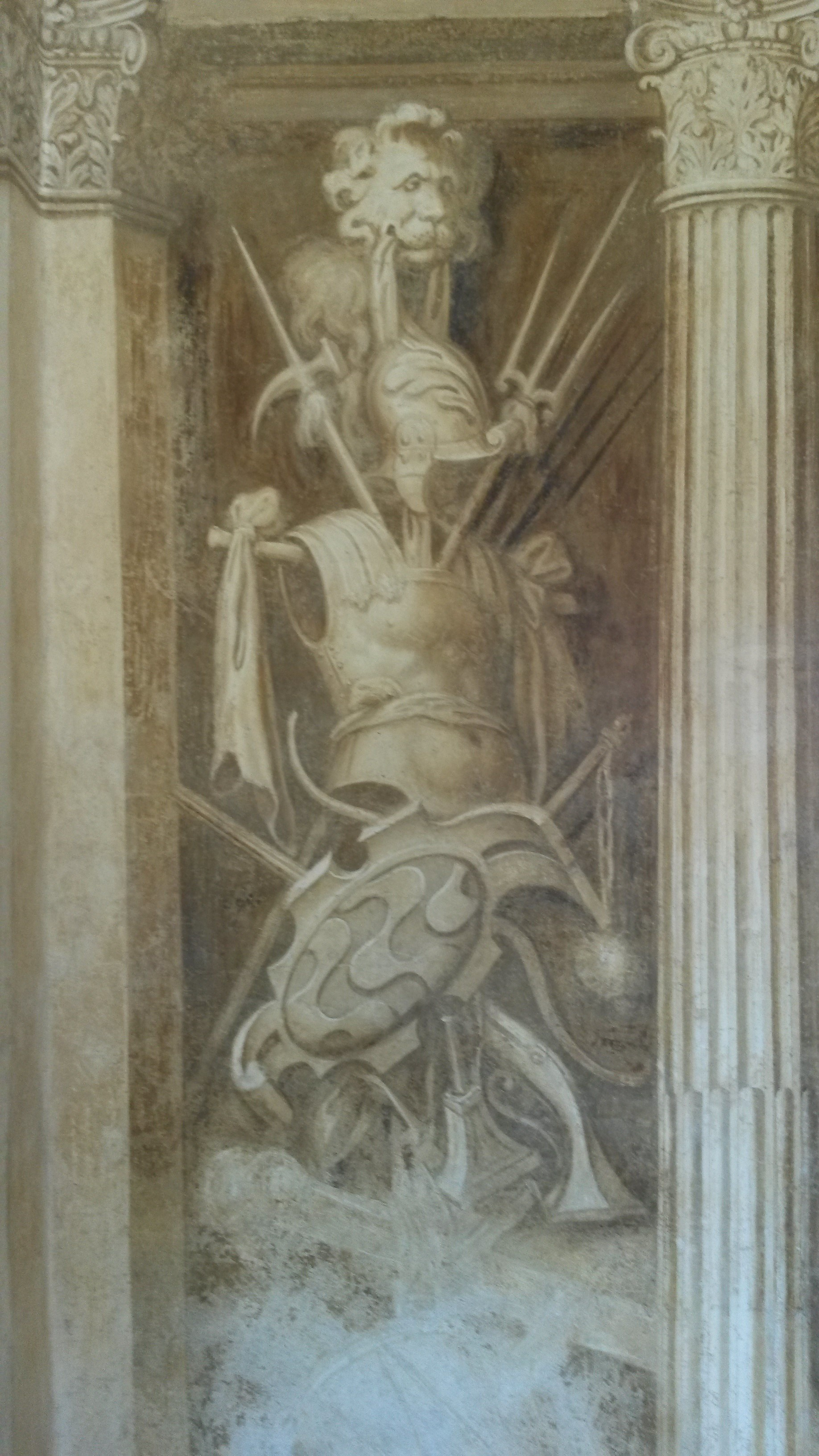
Paolo Farinati, Panoplie, environ 1590, fresque restaurée en 2016.

### Salon Rouge

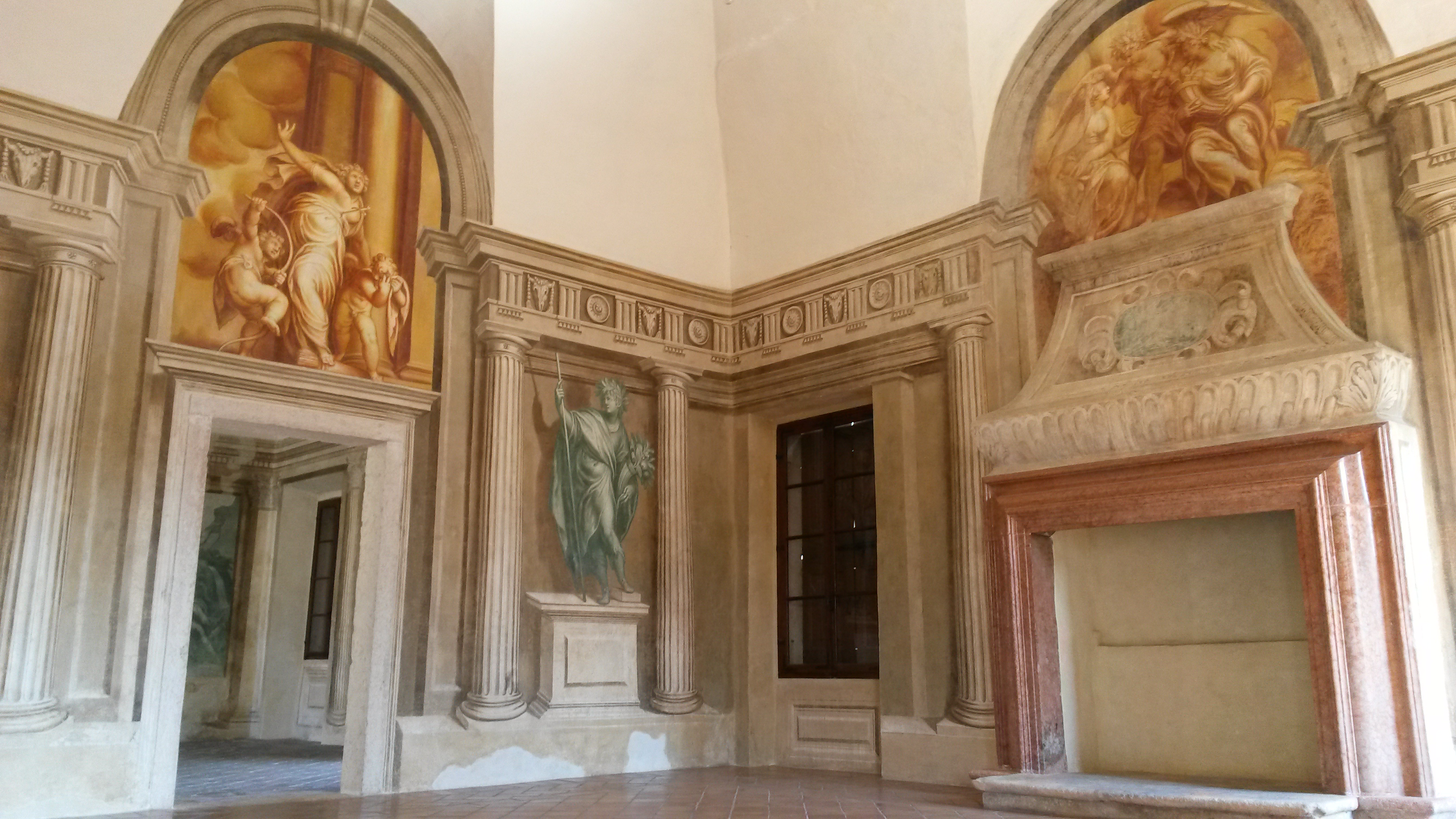
Salon Rouge. Fresques de Paolo Farinati, environ 1590.

Dans ce salon, entre de nombreuses colonnes doriques, on retrouve les personnifications de la Sagesse (ou Minerve) et de l’Abondance, en pied sur des piédestaux, et quatre grands scènes entre des arcs en perspective:
1. La lutte entre Athéna et Poséidon pour la possession de l’Attique;
2. Le suicide de Lucrèce (symbole de vertu féminine);
3. L’Été avec Pomone et Cérès (célébration de la saison où la villa état habitée et de la fertilité de la campagne);
4. Mercure en train de guider la Fortune (le dieu de l’éloquence et de l’ingéniosité attrape par les cheveux la déesse qui est en train de naviguer dans la mer de l’existence).

Cette dernière fresque, où on retrouve la signature de Paolo Farinati, un escargot, ferme le cycle pictural qui exalte les vertus et les idéaux typiques de la Renaissance.

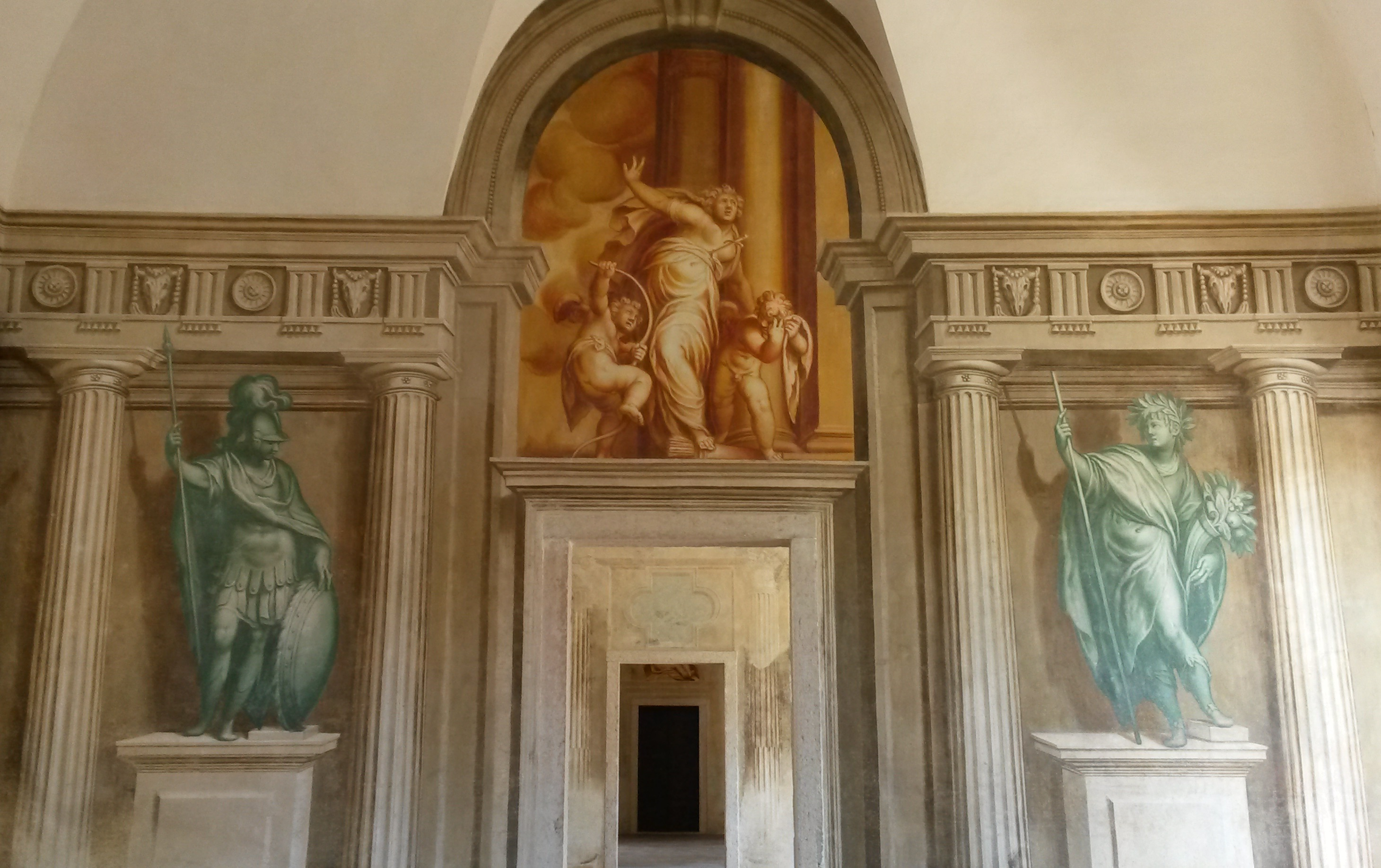
Salon Rouge.
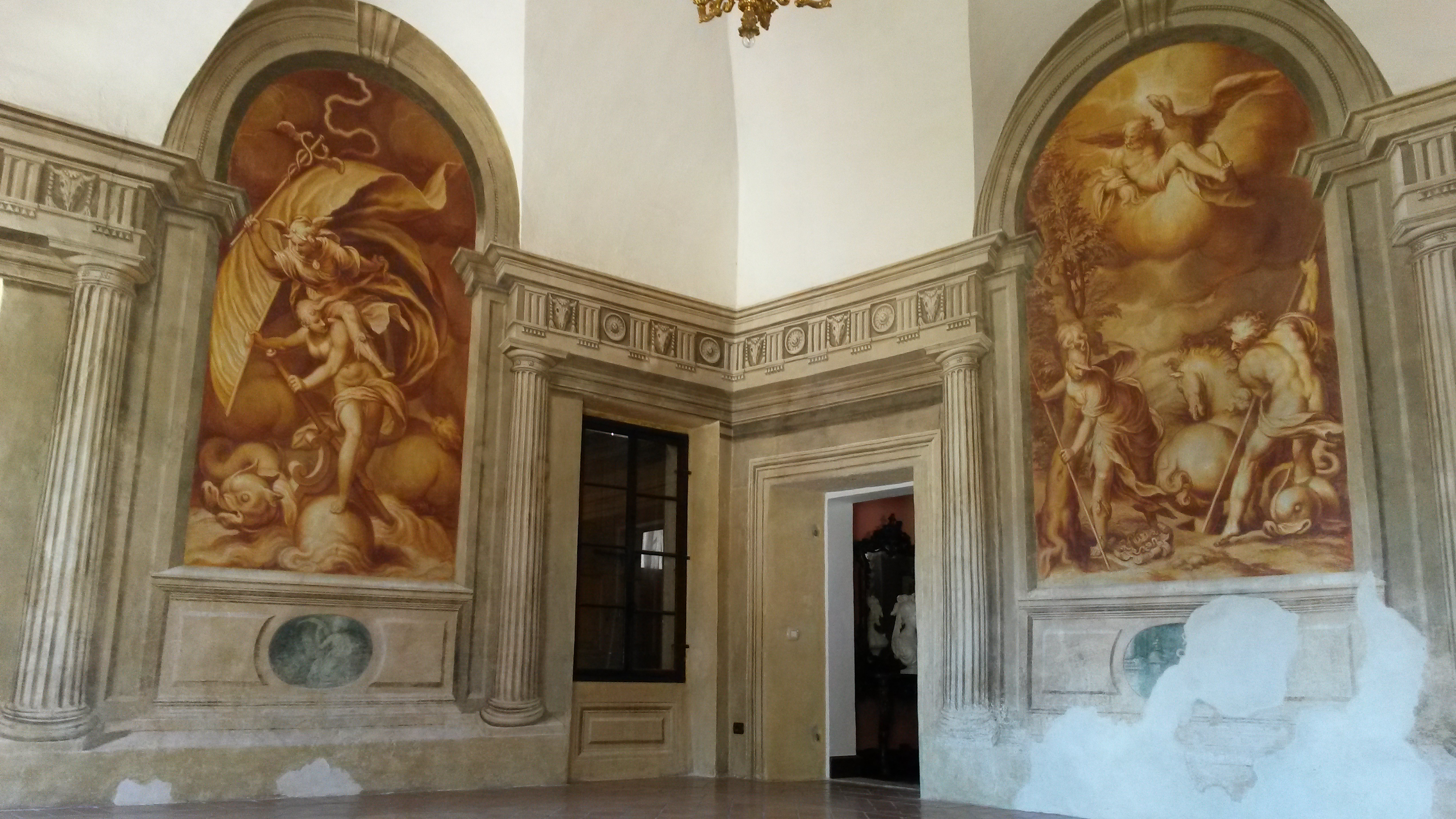
Salon Rouge.
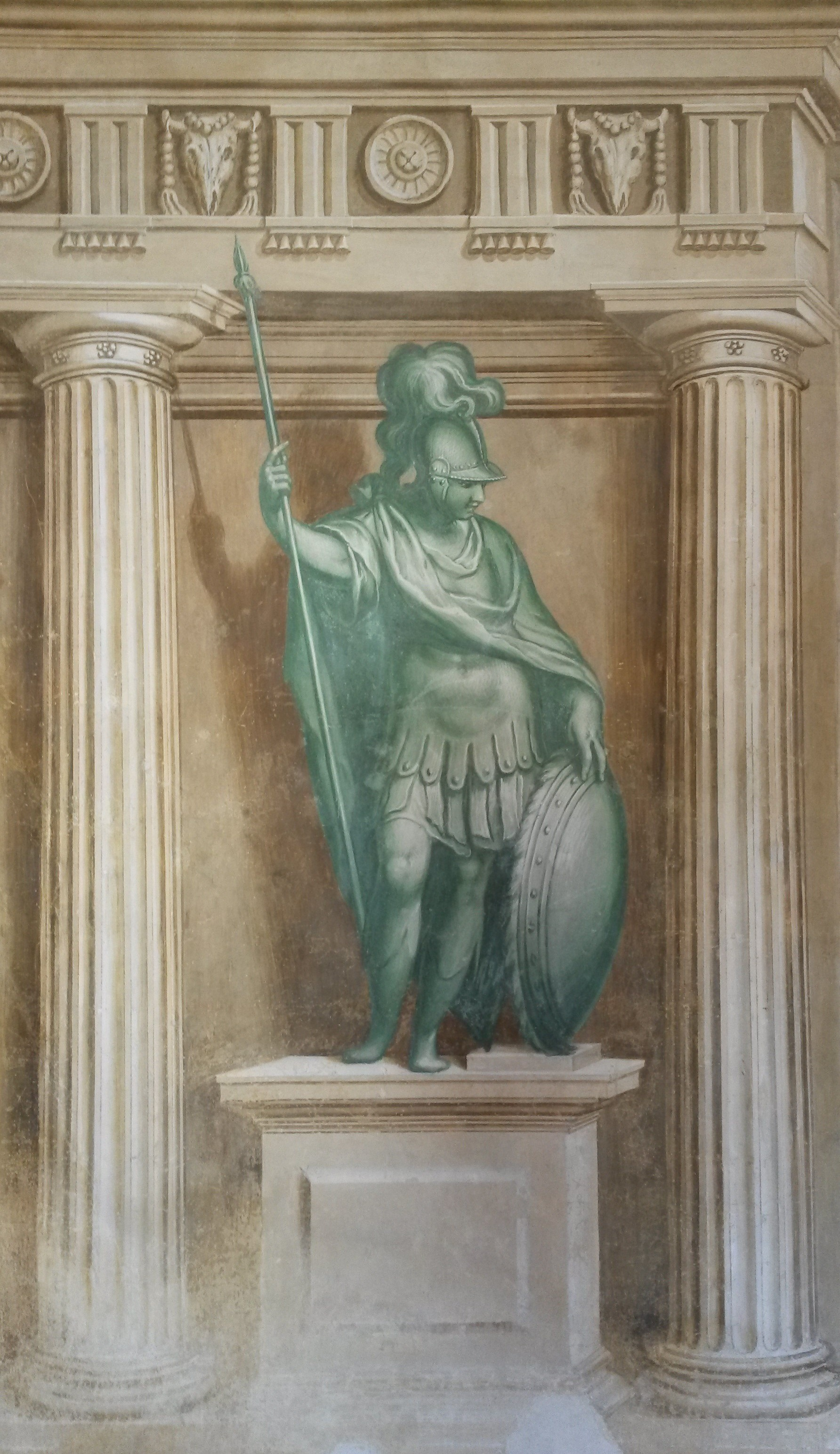
Paolo Farinati, La Sagesse (ou Minerve), environ 1590, fresque restaurée en 2016.
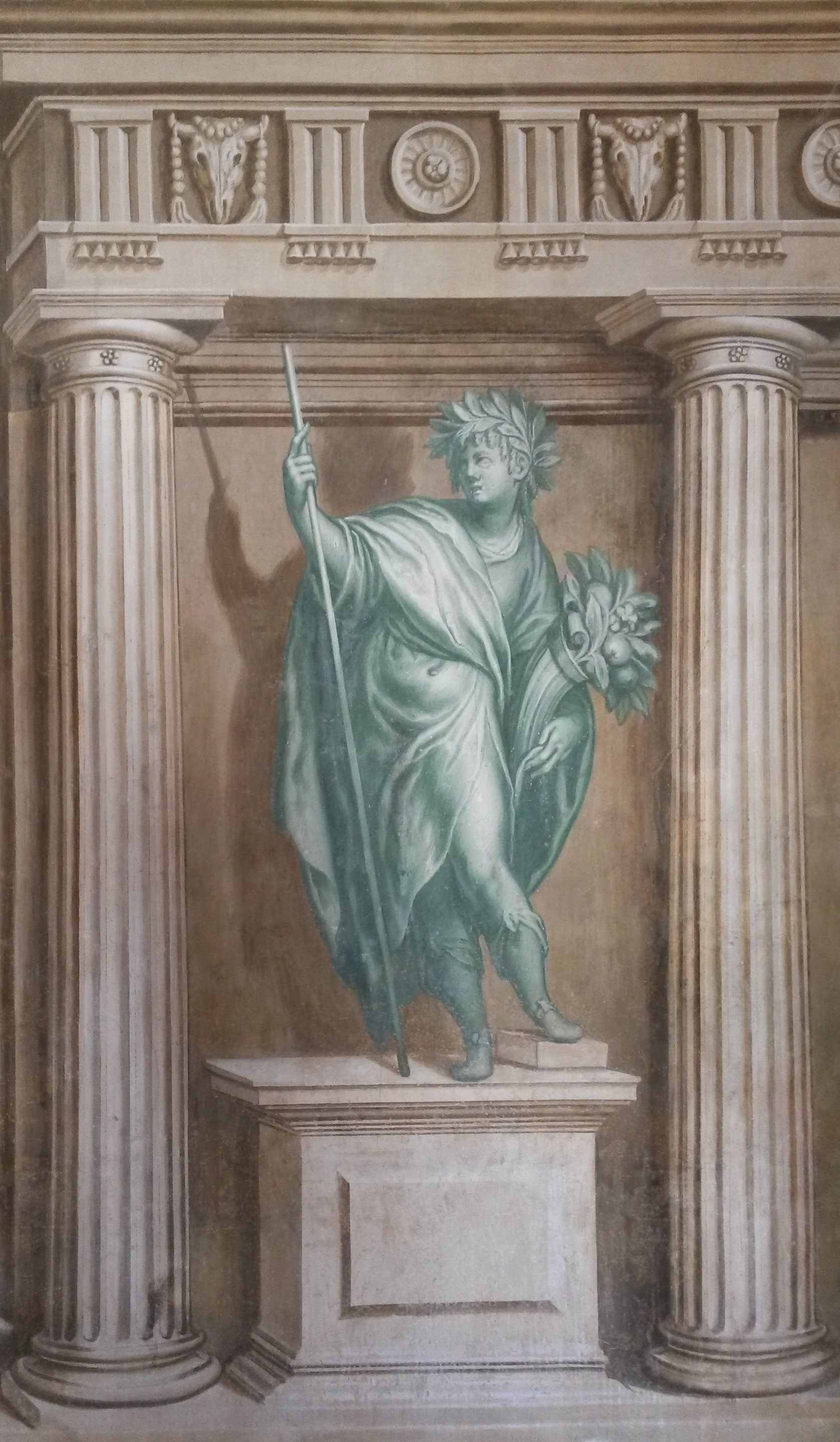
Paolo Farinati, L'Abondance, environ 1590, fresque restaurée en 2016.
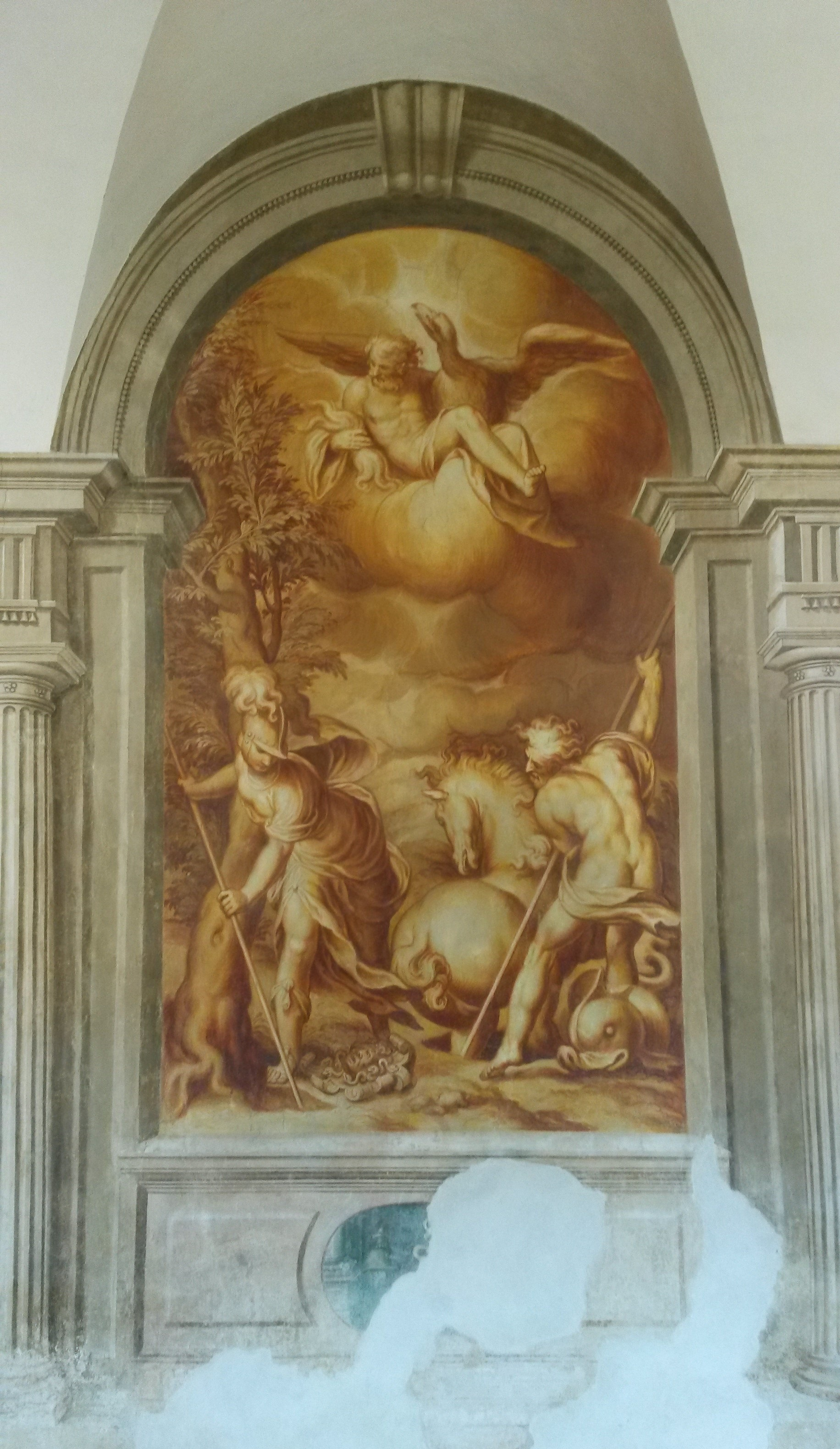
Paolo Farinati, La lutte entre Athéna et Poséidon pour la possession de l’Attique, environ 1590, fresque restaurée en 2016.
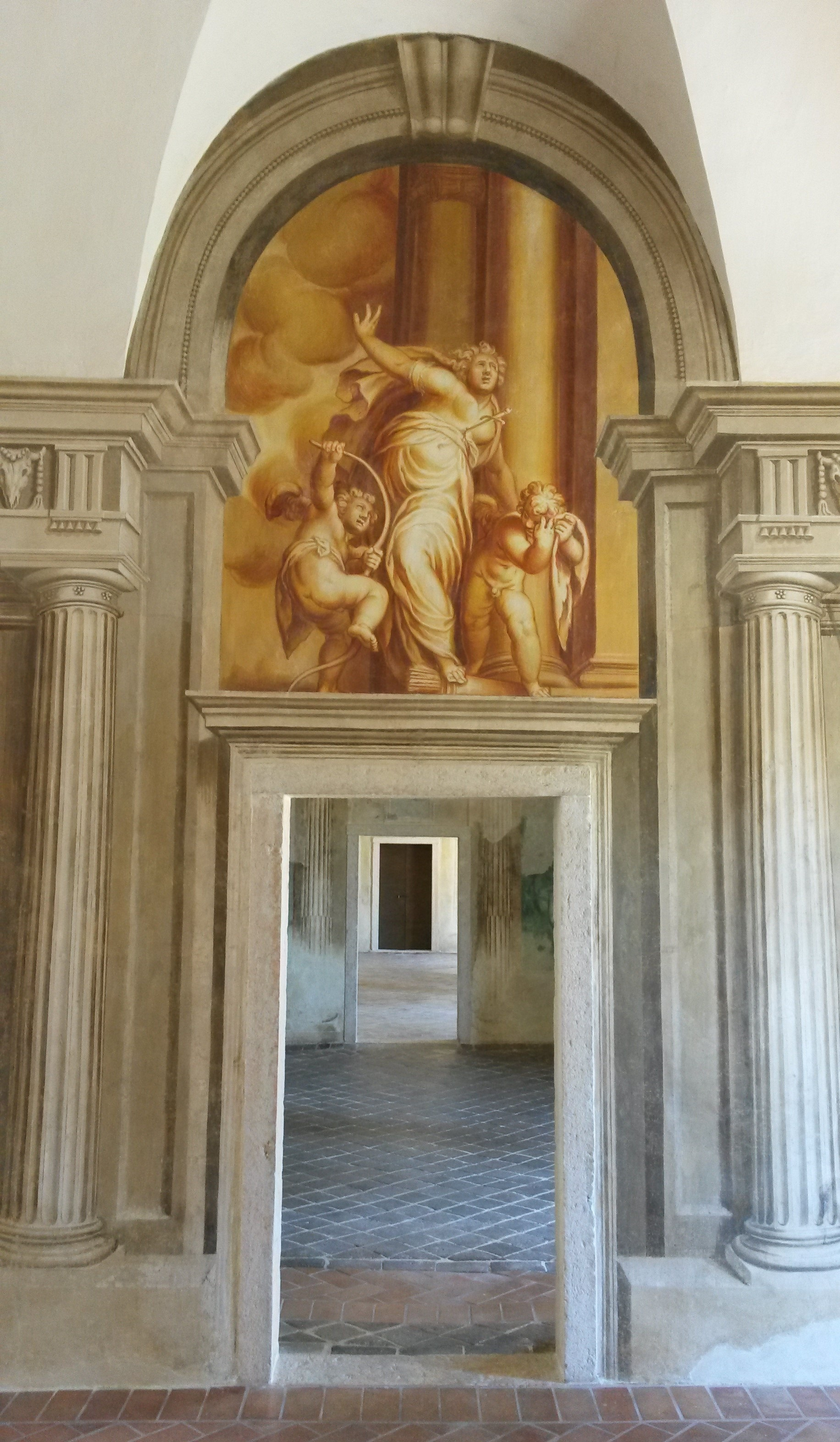
Paolo Farinati, Le suicide de Lucrèce, environ 1590, fresque restaurée en 2016.
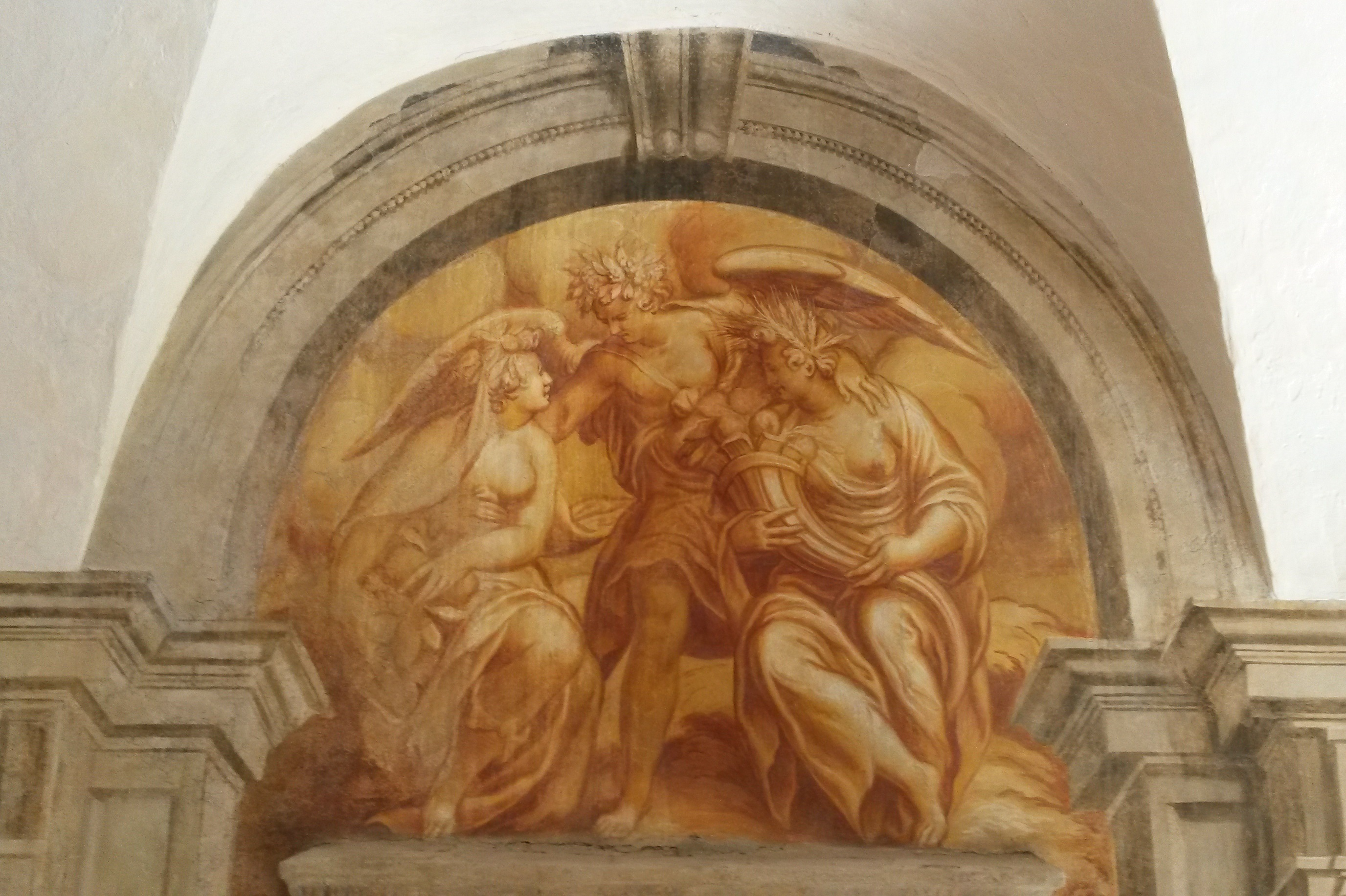
Paolo Farinati, L’Été avec Pomone et Cérès, environ 1590, fresque restaurée en 2016.
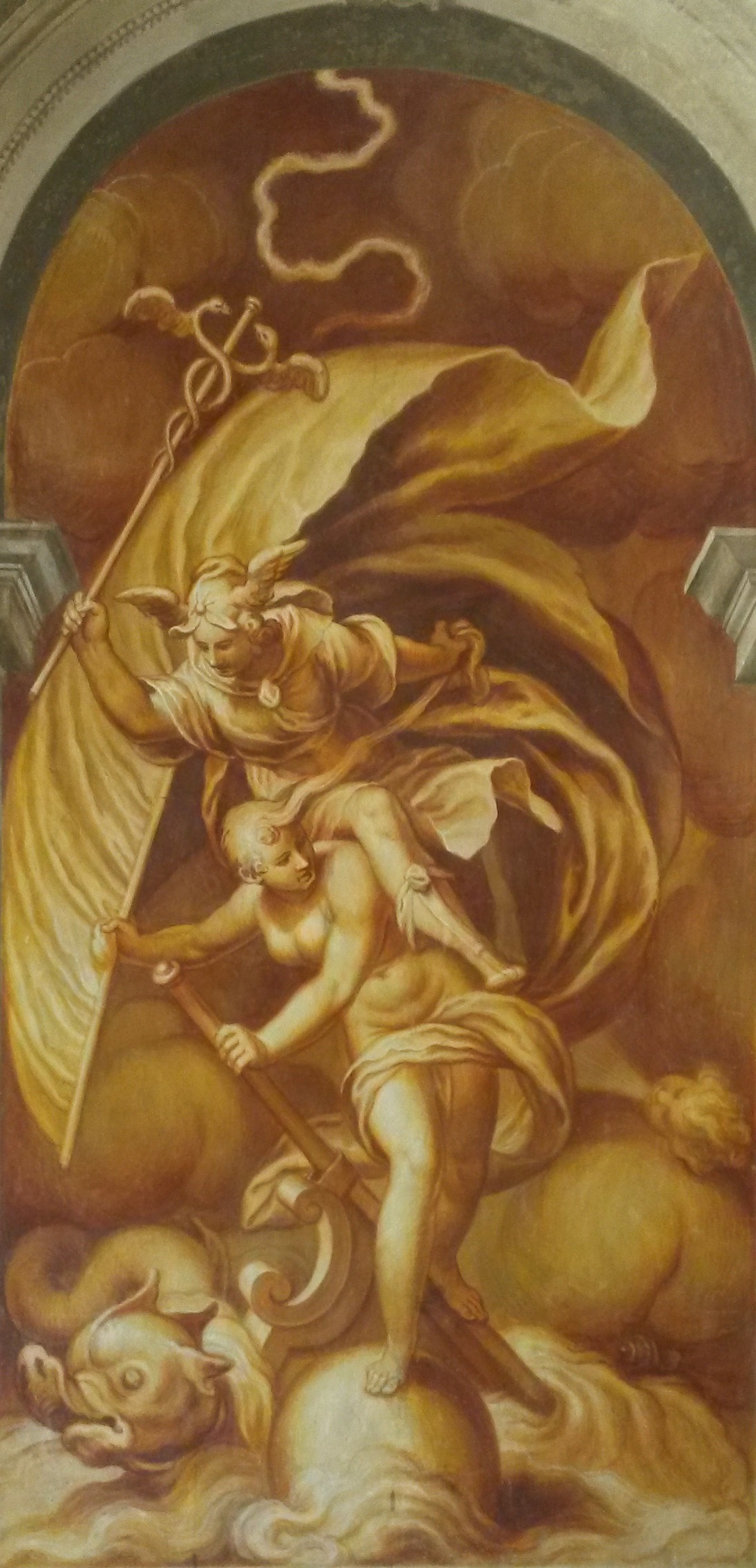
Paolo Farinati, Mercure qui guide la Fortune, environ 1590, fresque restaurée en 2016.
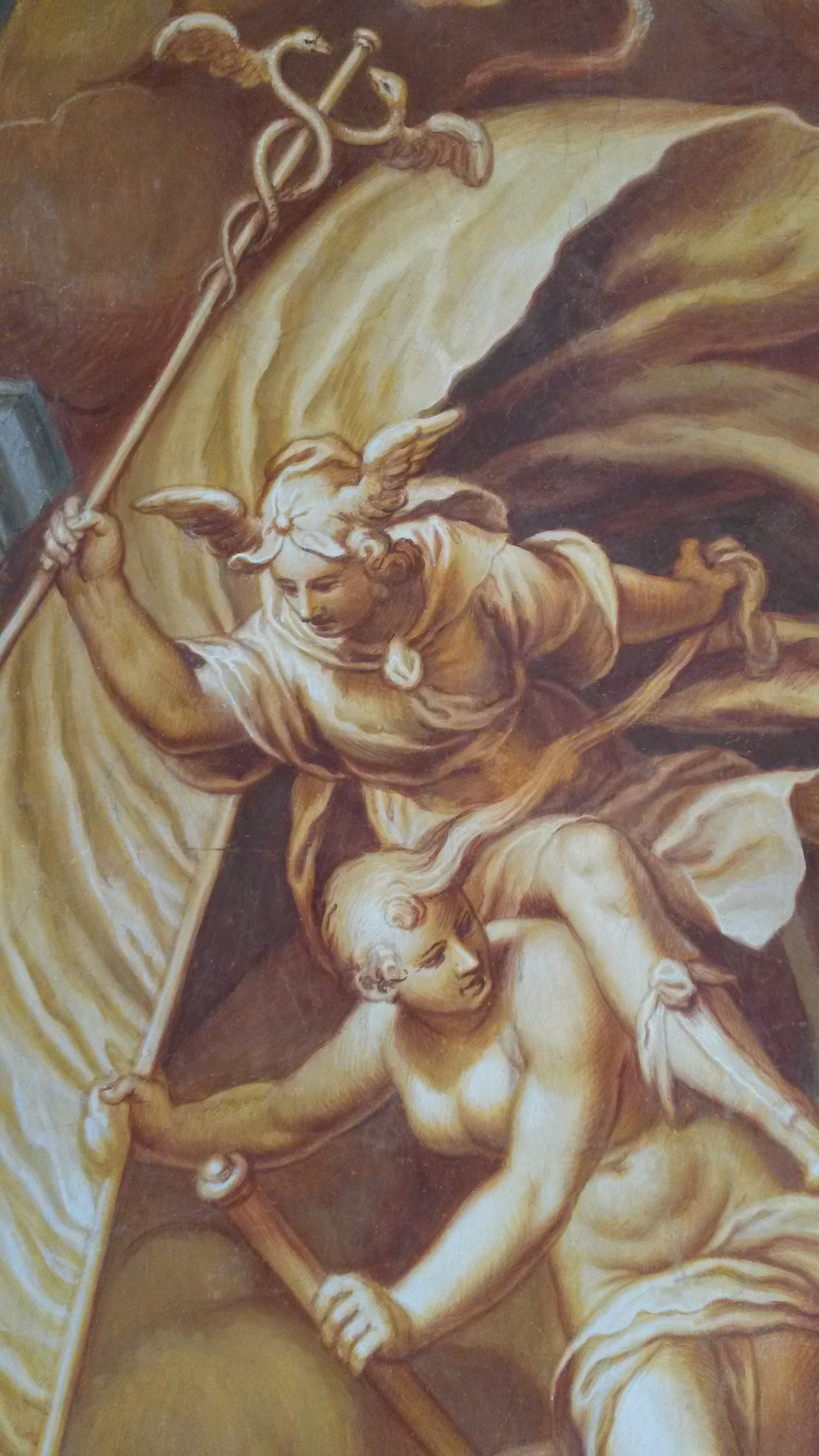
Paolo Farinati, Mercure en train de guider la Fortune (détail), environ 1590, fresque restaurée en 2016.
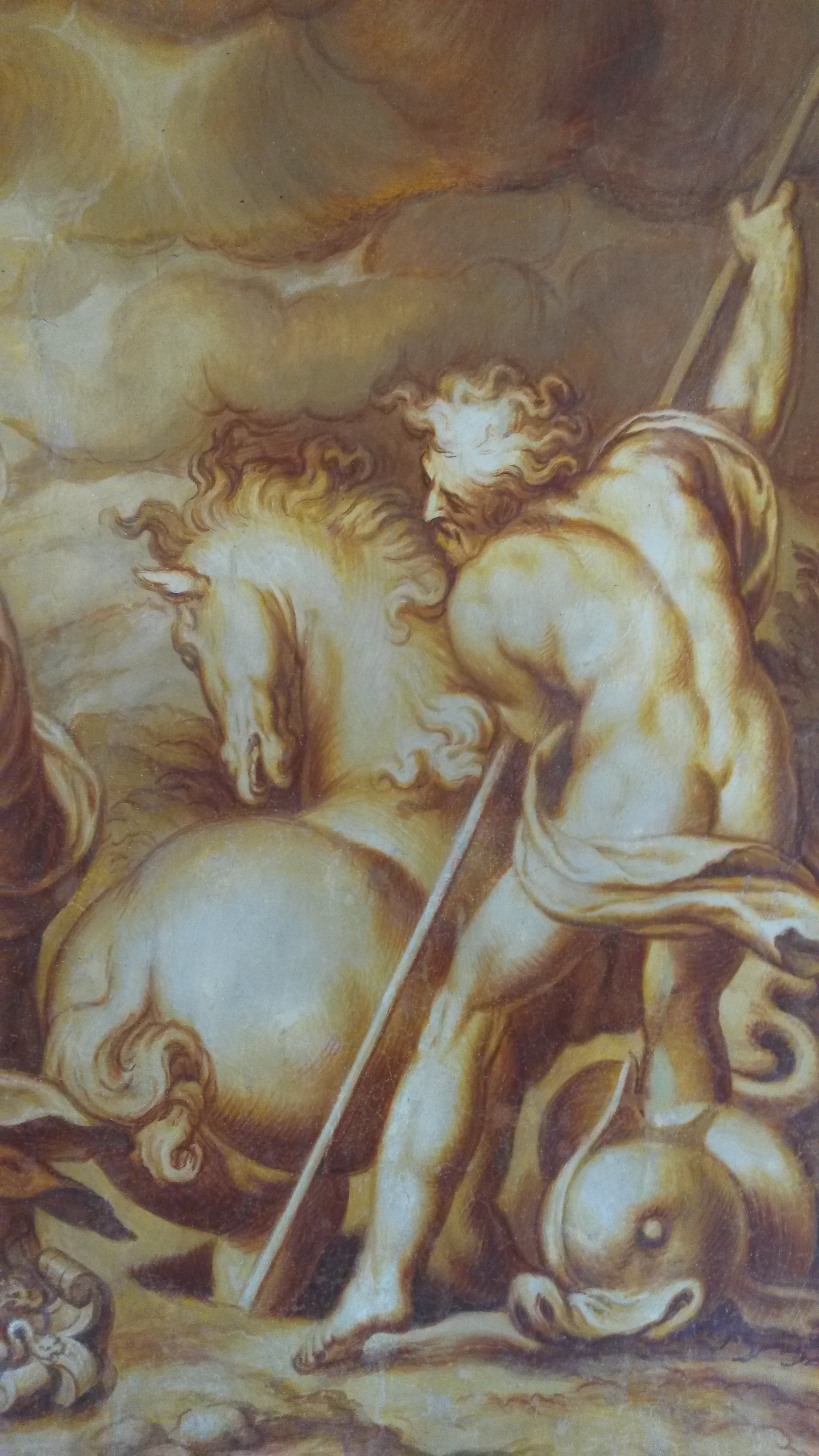
Paolo Farinati, La lutte entre Athéna et Poséidon pour la possession de l’Attique (détail), environ 1590, fresque restaurée en 2016.

## Musée Conforti

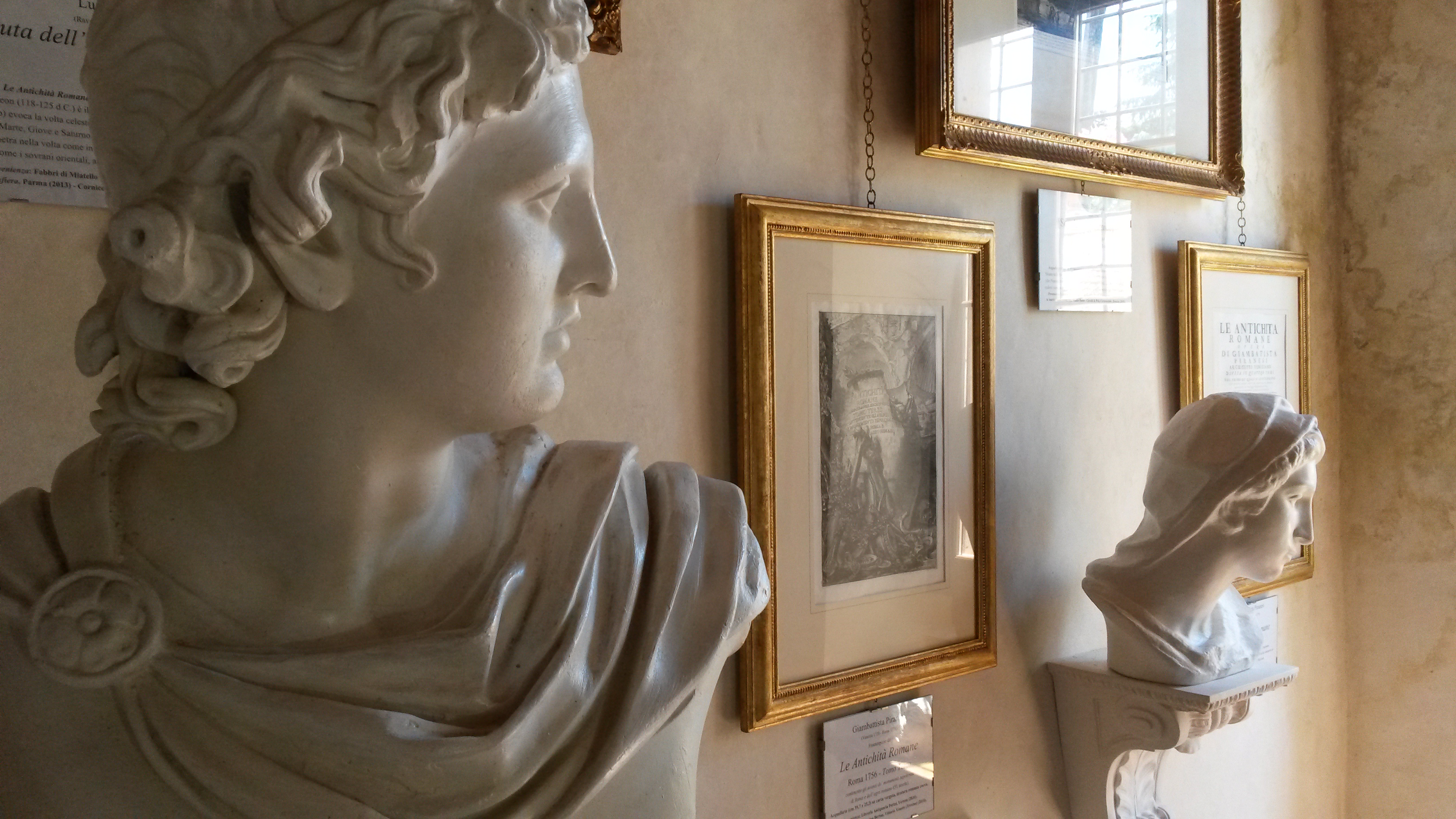
Musée Conforti.

Le Musée Conforti, présent dans la villa depuis 2009, comprend un recueil de gravures anciennes et une gypsothèque, collection de calques en chaux (torses, bustes, têtes) de sculptures anciennes et de la Renaissance.
Le recueil de gravures présente des eaux-fortes de nombreux auteurs, parmi lesquels on retrouve Giovanni Battista Piranesi, Francesco Piranesi, Luigi Rossini, Giovanni Volpato, Antonio Capellan, Domenico Cunego, Ferdinando Gregori, Nicolas Gabriel Dupuis, François Joullain, Louis Jacob, François Perrier, Adolf Closs, Friedrich Weber, Bernard Baron et Johann Sebastian Müller.